# Campagne d'Égypte
Ne doit pas être confondu avec bataille d'El-Alamein ou guerre du Désert.
Guerres de la Révolution française
Batailles
Guerre de la Deuxième Coalition
- St George's Caye (navale) (09-1798)
- Nicopolis (10-1798)
- Corfou (11-1798)
- Copenhague (navale) (04-1801)
- Algésiras (navale) (06-1801)

Campagne de Hollande
- Callantsoog (08-1799)
- Vlieter (08-1799)
- Zyp (09-1799)
- Bergen (09-1799)
- Alkmaar (10-1799)
- Castricum (10-1799)

Campagne de Suisse
- Ostrach (03-1799)
- Feldkirch (03-1799)
- 1re Stockach (03-1799)
- Frauenfeld (05-1799)
- Winterthour (05-1799)
- 1re Zurich (06-1799)
- Schwytz (08-1799) (en)
- Amsteg (08-1799)
- Saint-Gothard (09-1799)
- 2e Zurich (09-1799)
- Linth (09-1799)
- Muten (10-1799) (ru)
- Engen (05-1800)
- 2e Stockach (05-1800)
- Moesskirch (05-1800)
- Biberach (05-1800)
- Erbach (05-1800)
- Höchstädt (06-1800)
- Ampfing (12-1800)
- Hohenlinden (12-1800)

Campagne d'Égypte
- Malte 1 (06-1798)
- Malte 2 (06-1798)
- Alexandrie (07-1798)
- Chebreiss (07-1798)
- Pyramides (07-1798)
- 1re Aboukir (08-1798)
- Salheyeh (08-1798)
- Malte 3 (09-1798)
- Sédiman (10-1798)
- Caire (10-1798)
- Samanouth (01-1799)
- El Arish (02-1799)
- Syène (02-1799)
- Jaffa (03-1799)
- Saint-Jean-d'Acre (03-1799)
- Mont-Thabor (04-1799)
- 2e Aboukir (07-1799)
- Damiette (11-1799)
- Héliopolis (03-1800)
- 3e Aboukir (03-1801)
- Mandora (03-1801)
- Canope (03-1801)
- Fort Jullien (04-1801)
- Le Caire (06-1801)
- Alexandrie (08-1801)

2e Campagne d'Italie
- Vérone (03-1799)
- Magnano (04-1799)
- Cassano (04-1799)
- Mantoue (04-1799)
- Bassignana (05-1799)
- 1re Marengo (05-1799) (en)
- Modène (06-1799) (en)
- Trebbia (06-1799)
- 2e Marengo (06-1799) (en)
- Novi 1 (08-1799)
- Rome (09-1799)
- Mannheim (09-1799) (en)
- Novi 2 (10-1799) (en)
- Genola (11-1799)
- Gênes (04-1800)
- Sassello (04-1800) (en)
- Fort Bard (05-1800)
- Verceil (05-1800)
- Turbigo (05-1800)
- Montebello (06-1800)
- 3e Marengo (06-1800)
- Pozzolo (12-1800)

La campagne d'Égypte est une expédition militaire française, menée en Égypte par le général Bonaparte et ses successeurs de 1798 à 1801. Son but est de s'emparer de l'Égypte et d'une partie de l'Orient, afin de barrer la route des Indes à la Grande-Bretagne dans le contexte de la lutte entre cette dernière et la France révolutionnaire.
Elle se double d'une expédition scientifique, puisque de nombreux historiens, botanistes, dessinateurs et scientifiques accompagnent l'armée afin de découvrir les richesses de l'Égypte. Elle est donc parfois aussi appelée « l'expédition d'Égypte » lorsqu'il est question de son apport scientifique.
Le 19 mai 1798 (30 floréal an VI), après l'arrivée du trésor monétaire pillé à Berne, le corps expéditionnaire français quitte Toulon, rejoint par des navires venus de Marseille, Gênes, Ajaccio et Civitavecchia. Au total, plus de 400 navires composent cette flotte, ainsi que 50 000 hommes et 10 000 marins.
Elle s'empare d'abord de Malte le 11 juin, puis débarque à Alexandrie le 1er juillet. L'une des plus célèbres batailles de cette campagne, la bataille des Pyramides, se déroule le 21 juillet 1798.
Ayant d'abord déjoué la vigilance de la marine britannique, la flotte française est anéantie à Aboukir peu de temps après le débarquement de l'armée. Sur terre, Bonaparte connaît quelques succès militaires en Égypte et en Syrie, mais il échoue devant Saint-Jean d'Acre. Puis, sentant venir un complot politique en France, il échappe au blocus anglais et regagne Paris. Il laisse le commandement au général Kléber, qui après son assassinat est remplacé par le général Menou. Les troupes françaises sont finalement vaincues et quittent l'Égypte en 1801.

## Préparatifs

### Contexte

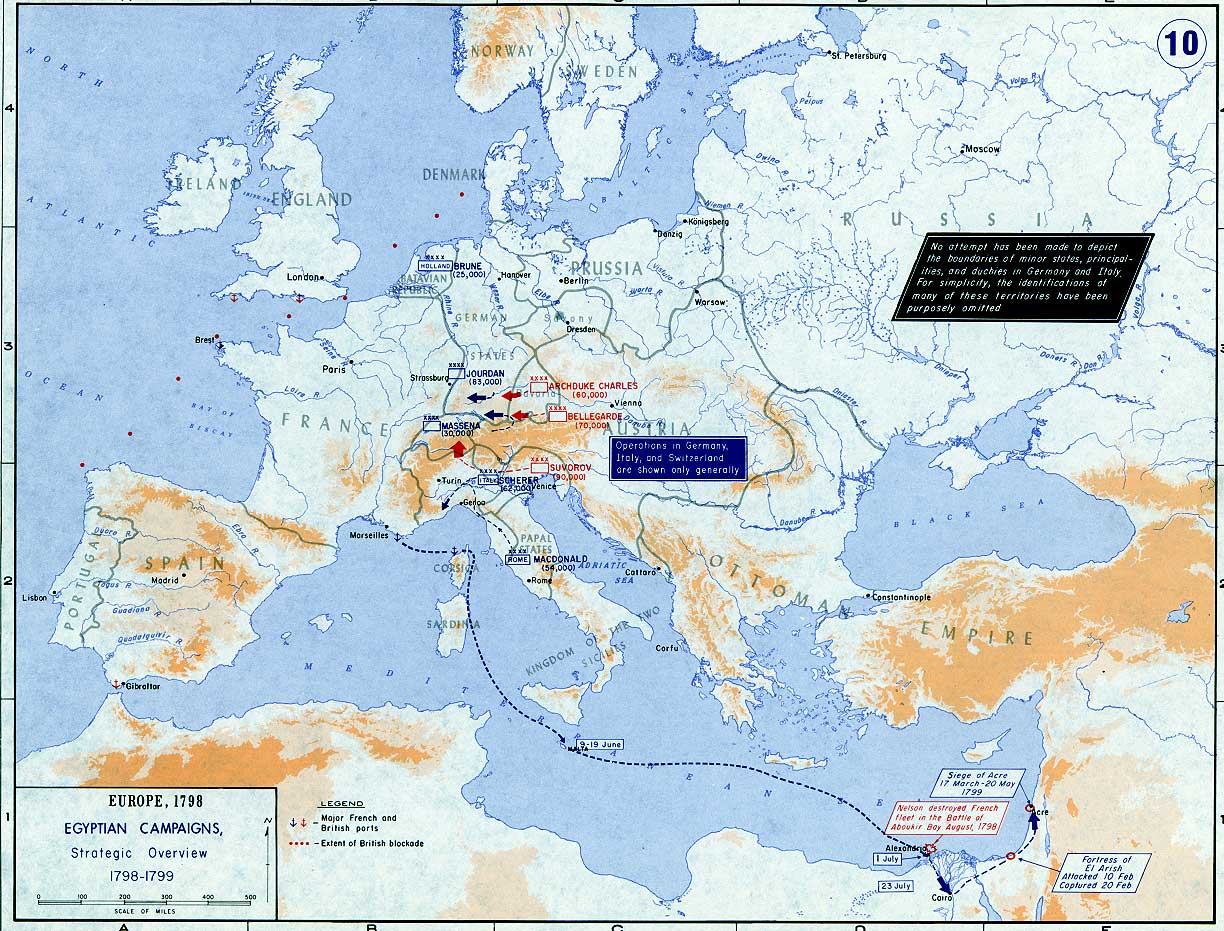
Situation stratégique en Europe en 1798.

C'est le gouvernement du Directoire qui décide de l’expédition d’Égypte. Les cinq Directeurs qui occupent le pouvoir exécutif en France ont besoin de l'armée pour maintenir l’ordre, face aux menaces jacobines et royalistes. Ils font appel au général Bonaparte, auréolé de succès depuis sa brillante campagne d'Italie.
Le but de l'expédition d'Égypte est longtemps tenu secret. Certains pensent qu’il faut éloigner un Bonaparte trop ambitieux. Mais il faut surtout gêner la puissance commerciale britannique, dont l’Égypte est une pièce importante sur la route des Indes orientales. La France n’étant pas prête à attaquer la Grande-Bretagne de front, le Directoire décide d’intervenir indirectement par la création d'un « double port », préfigurant le canal de Suez.
L'historien Emmanuel de Waresquiel avance que l'une des raisons de la campagne d'Égypte se trouve dans des tractations secrètes entre Talleyrand et l'Angleterre. Il s’agirait d'opérer une manœuvre de diversion, ce qui expliquerait que la flotte française soit arrivée sans encombre à Alexandrie.
L’Égypte est alors une province de l’Empire ottoman. Mais repliée sur elle-même et soumise aux dissensions des mamelouks, elle échappe au contrôle du sultan. En France, l'Égypte est à la mode : les intellectuels pensent qu'elle est le berceau de la civilisation occidentale, et que la France doit lui apporter les idées des Lumières[réf. souhaitée]. Bonaparte quant à lui rêve de marcher sur les traces d’Alexandre le Grand[réf. souhaitée]. Enfin, les négociants français installés sur le Nil se plaignent des difficultés que leurs causent les mamelouks.

### Avant le départ de Toulon

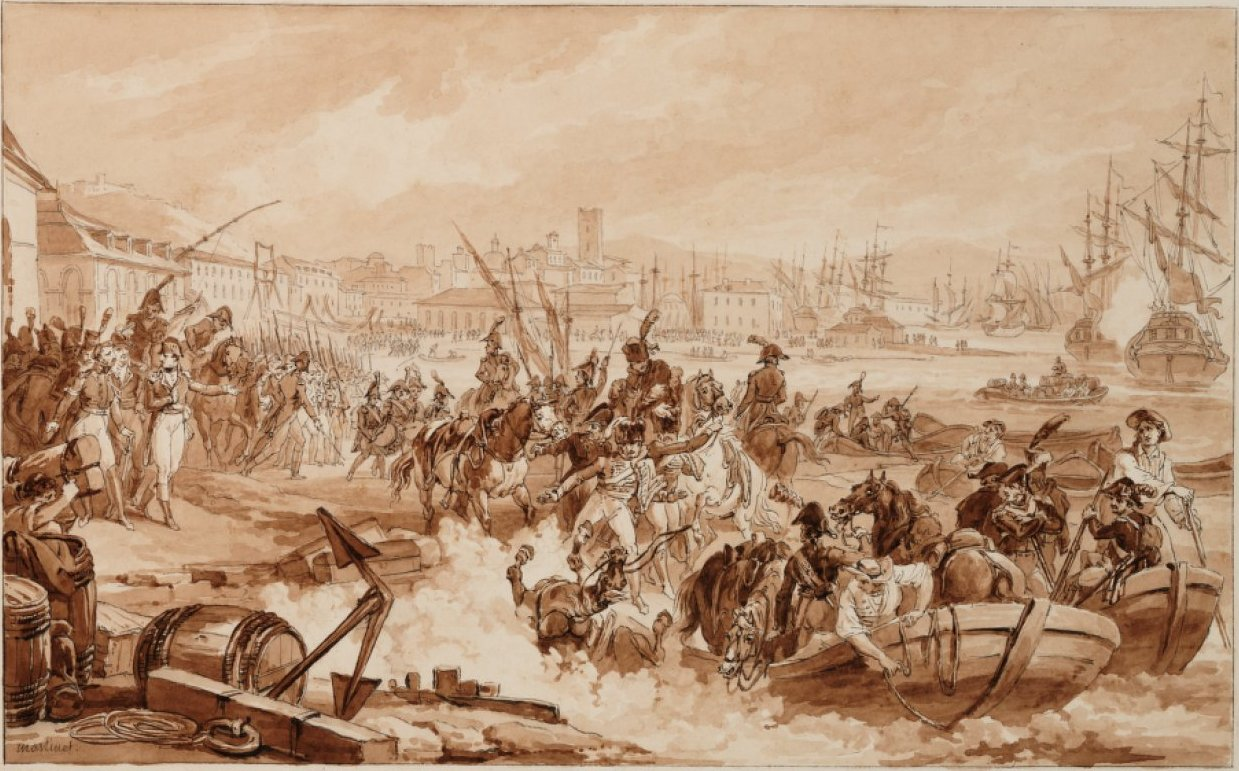
L'embarquement, à Toulon, des troupes à destination de l’Égypte. À gauche : Bonaparte et ses officiers.

Le bruit court alors que 40 000 hommes de troupes terrestres et 10 000 marins sont réunis dans les ports français de la Méditerranée, et qu’un armement considérable est rassemblé à Toulon, organisé par le commandant des armes Vence et l'ordonnateur Najac. Treize vaisseaux de ligne, quatorze frégates et quatre cents bâtiments se sont en effet équipés pour le transport de cette nombreuse armée. Sa destination est un mystère, par crainte de croiser la flotte anglaise de l'amiral Nelson. Seuls Bonaparte, ses généraux Berthier et Caffarelli ainsi que le mathématicien Gaspard Monge en sont informés.
Bonaparte organise son État-Major et choisit ses aides de camp. Comme en Italie, il désigne huit officiers pour remplir cette fonction. Ce sont Duroc, Beauharnais, Jullien, le noble polonais Sulkowski (seul à avouer son inquiétude quant à cette aventure), Croizier, Lavalette, Guibert et Merlin. Il a également sous ses ordres Thomas Alexandre Dumas, Kléber, Desaix, Berthier, Caffarelli, Lannes, Damas, Murat, Andréossy, Belliard, Menou, Joseph-Louis-Victor Jullien, Reynier et Zajączek…
La grande flotte reçoit des escadres venues de Gênes, de Civitavecchia et de Bastia. Elle est commandée par l’amiral Brueys et les contre-amiraux Villeneuve, Duchayla, Decrès et Ganteaume.
Elle est sur le point d’appareiller lorsqu’un incident mineur menace de tout compromettre. À Vienne, en arborant le nouveau drapeau tricolore sur l'ambassade de France, Bernadotte, ambassadeur de la République française, provoque une émeute et est contraint de quitter la capitale autrichienne. Les avantages reconnus par le traité de Campo-Formio, notamment la paix avec l'Autriche, risquent donc d'être remis en question.
Le Directoire envisage alors d'annuler l'expédition afin que Bonaparte puisse faire face à l'Autriche. Cependant, après quelques discussions, les affaires s’arrangent et la paix est maintenue. Bonaparte reçoit donc l'ordre de se rendre à Toulon.
Il y parvient le 9 mai 1798 et loge à l'hôtel de la Marine. Le jour de son arrivée, il déclare à ses soldats : « Je promets à chaque soldat qu’au retour de cette expédition, il aura à sa disposition de quoi acheter six arpents de terre ». Dix jours plus tard, au moment de s’embarquer, il s’adresse en particulier à ses soldats de l’armée d’Italie et leur dit :

« Soldats ! vous êtes une des ailes de l’armée d'Angleterre. Vous avez fait la guerre des montagnes, des plaines et des sièges ; il vous reste à faire la guerre maritime. Les légions romaines, que vous avez quelquefois imitées, mais pas encore égalées, combattaient Carthage tour à tour sur cette même mer et aux plaines de Zama. La victoire ne les abandonna jamais, parce que constamment elles furent braves, patientes à supporter les fatigues, disciplinées et unies entre elles… Soldats, matelots, vous avez été jusqu’à ce jour négligés ; aujourd’hui, la plus grande sollicitude de la République est pour vous… Le génie de la liberté, qui a rendu, dès sa naissance, la République arbitre de l’Europe, veut qu’elle le soit des mers et des nations les plus lointaines. »

### Prise de Malte
Vingt jours après l'appareillage, le corps expéditionnaire se trouve devant Malte. Le grand maître de l'ordre de Malte, Ferdinand von Hompesch zu Bolheim, refuse d'accueillir l'armée française pendant une période limitée avant son départ. Bonaparte décide de prendre l'île de force. Grâce au peu d’attachement de la population pour les chevaliers de Malte, il lui suffit de quelques coups de canon pour faire tomber la redoutable forteresse de La Valette.
Bonaparte s’intéresse à Malte surtout pour sa position en Méditerranée, qui lui permettrait de repousser les Anglais naviguant dans cette région et ayant des vues sur le fort de La Valette.
Avant de quitter l’île, le général français libère les captifs barbaresques et italiens emprisonnés dans ses bagnes. Cette mesure a sans doute pour but de donner aux populations musulmanes une bonne image des troupes françaises, alors même qu'elles préparent l'invasion d'une terre d'islam.

## Bonaparte en Égypte

### Débarquement à Alexandrie

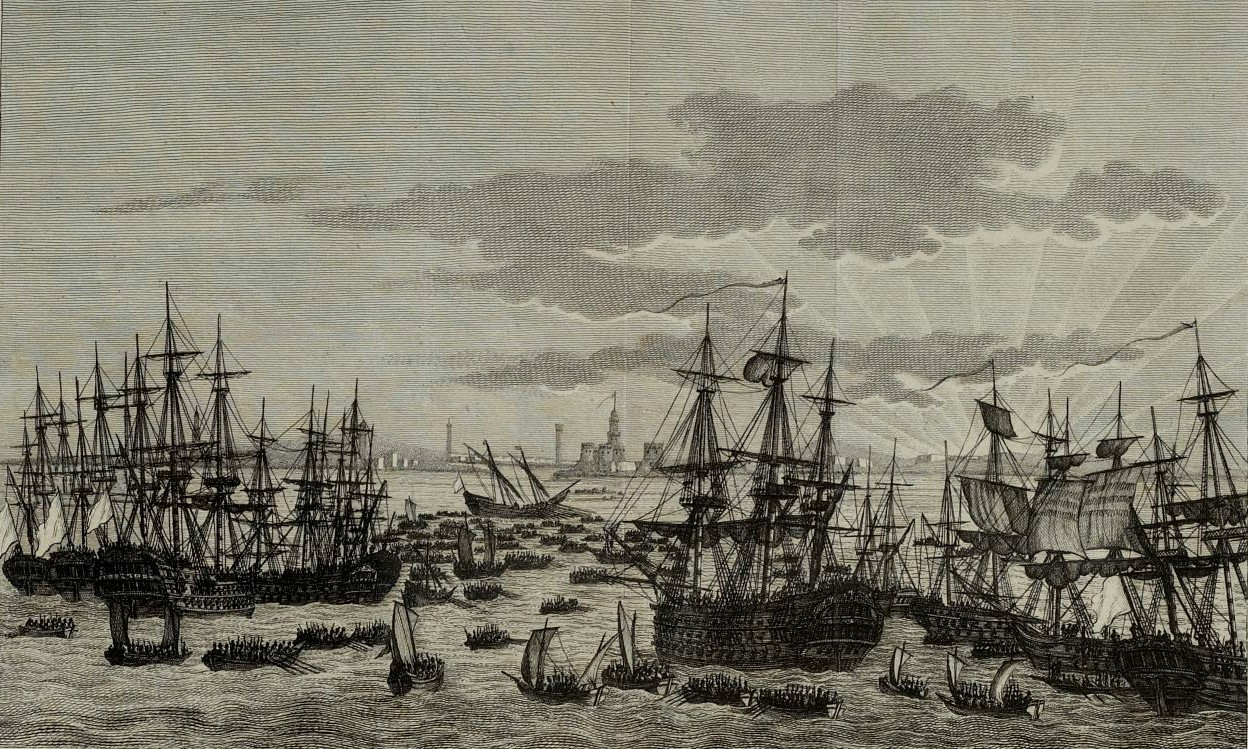
Flotte napoléonienne en Égypte. Musée de la Révolution française.

Treize jours après son départ de Malte, la flotte française est en vue d’Alexandrie. Avant le débarquement, le général adresse cette proclamation à son armée : « Les peuples avec lesquels nous allons vivre sont mahométans ; leur premier article de foi est celui-ci : « Il n’y a d’autre Dieu que Dieu, et Mahomet est son prophète ». Ne les contredites pas ; agissez avec eux comme vous avez agi avec les Juifs, avec les Italiens ; ayez des égards pour leurs muphtis et pour leurs imans, comme vous en avez eu pour les rabbins et les évêques. Ayez pour les cérémonies que prescrit l’Alcoran, pour les mosquées, la même tolérance que vous avez eue pour les couvents, pour les synagogues, pour la religion de Moïse et celle de Jésus-Christ. Les légions romaines protégeaient toutes les religions. Vous trouverez ici des usages différents de ceux de l’Europe, il faut vous y accoutumer. Les peuples chez lesquels nous allons, traitent les femmes différemment que nous ; mais dans tous les pays celui qui viole est un monstre. Le pillage n’enrichit qu’un petit nombre d’hommes ; il nous déshonore, il détruit nos ressources ; il nous rend ennemis des peuples qu’il est de notre intérêt d’avoir pour amis. La première ville que nous allons rencontrer a été bâtie par Alexandre. Nous trouverons à chaque pas de grands souvenirs dignes d’exciter l’émulation des Français. »
Le général Menou, qui partira le dernier d’Égypte, y met pied à terre le premier. Bonaparte et Kléber débarquent ensuite et le rejoignent dans la nuit, à l'anse du Marabout, à treize kilomètres d'Alexandrie. Le général en chef, informé qu’Alexandrie a l’intention de lui résister, se hâte de débarquer. À deux heures du matin, il met ses troupes en marche sur trois colonnes, arrive à l’improviste devant la ville et donne l’assaut. Les forces égyptiennes cèdent et prennent la fuite. Les soldats français, malgré l’ordre de leur chef, se précipitent dans la ville, qui n’a pas le temps de capituler et se rend à discrétion.

Une fois maître de cette capitale, et avant de pénétrer plus avant sur le sol égyptien, Bonaparte adresse le 1er juillet une proclamation aux habitants musulmans d’Alexandrie. 

« Depuis trop longtemps les beys qui gouvernent l’Égypte insultent la nation française et couvrent ses négociants d’avanies. L’heure de leur châtiment est arrivée. Depuis trop longtemps ce ramassis d’esclaves, achetés dans le Caucase et la Géorgie, tyrannise la plus belle partie du monde ; mais Dieu, de qui dépend tout, a ordonné que leur empire finisse. Peuple de l’Égypte, on vous dira que je viens pour détruire votre religion, ne le croyez pas ; répondez que je viens vous restituer vos droits, punir les usurpateurs, et que je respecte Dieu, son prophète et le Coran plus que les Mameloucks. Dites-leur que tous les hommes sont égaux devant Dieu ; la sagesse, les talents, les vertus mettent seuls de la différence entre eux… Y a-t-il une plus belle terre ? elle appartient aux Mameloucks. Si l’Égypte est leur ferme, qu’ils montrent le bail que Dieu leur en a fait… Cadis, cheiks, imans, tchorbadjis, dites au peuple que nous sommes aussi de vrais musulmans. N’est-ce pas nous qui avons détruit les chevaliers de Malte ? N’est-ce pas nous qui avons détruit le pape qui disait qu’il fallait faire la guerre aux musulmans ? N’est-ce pas nous qui avons été dans tous les temps les amis du Grand-Seigneur et les ennemis de ses ennemis ?… Trois fois heureux ceux qui seront avec nous ! Ils prospèreront dans leur fortune et dans leur rang. Heureux ceux qui seront neutres ! Ils auront le temps de nous connaître, et ils se rangeront avec nous. Mais malheur, trois fois malheur à ceux qui s’armeront pour les Mameloucks et qui combattent contre nous ! Il n’y aura pas d’espérance pour eux, ils périront. »

Lorsque le débarquement est terminé, l’amiral Brueys reçoit l'ordre de conduire la flotte dans le mouillage d’Aboukir. L’escadre doit quant à elle entrer dans le vieux port d’Alexandrie, sinon se rendre à Corfou. L’arrivée certaine des Britanniques, qui déjà se sont montrés au large d’Alexandrie vingt-quatre heures avant l’arrivée des Français, rend ces précautions nécessaires. Le commandement français cherche à éviter le combat naval, car une défaite aurait des conséquences désastreuses pour la campagne. Les Français espèrent marcher au plus vite sur Le Caire, afin de surprendre le commandement égyptien avant qu'il n'ait achevé de préparer sa défense.

### Vers la bataille des Pyramides

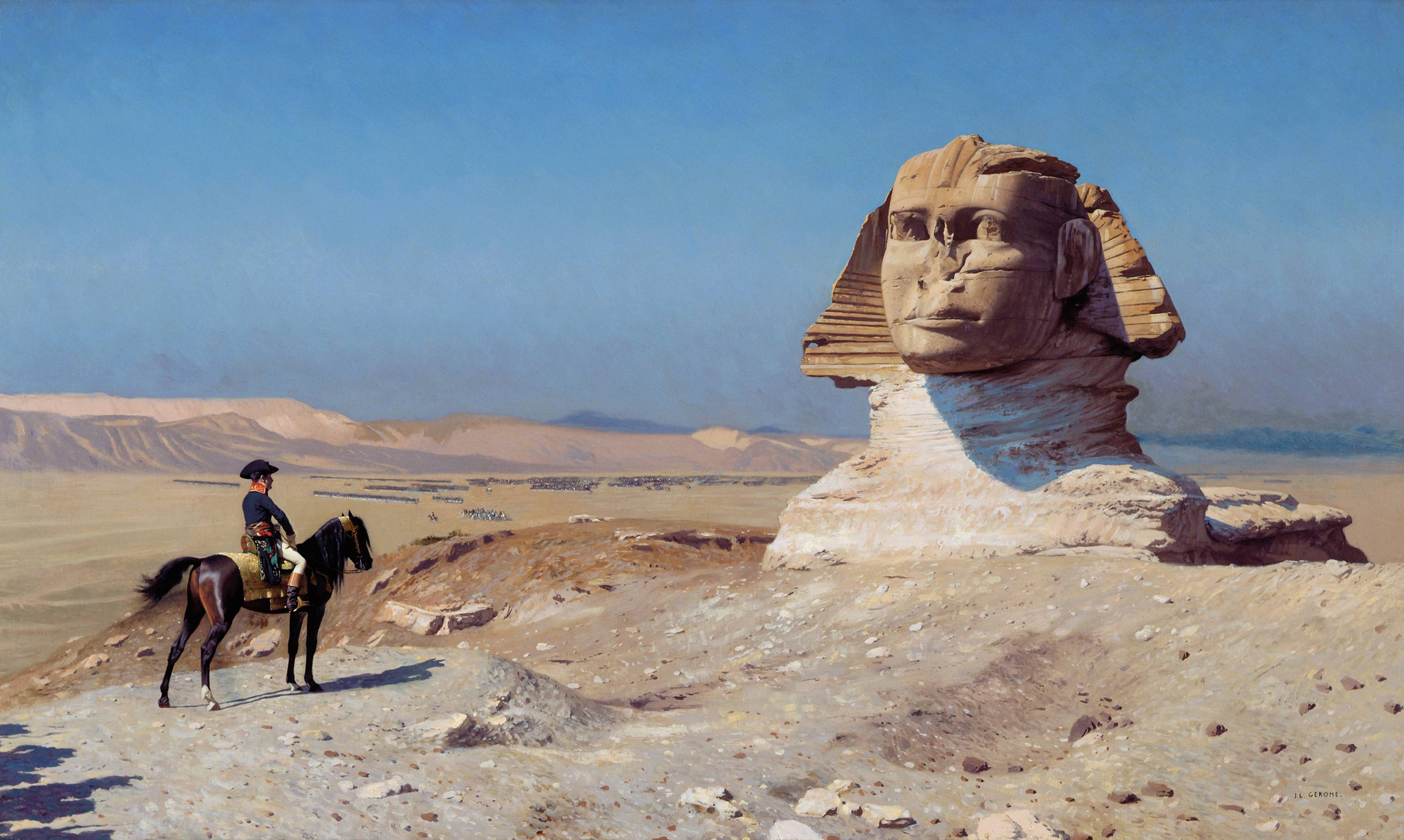
Bonaparte devant le Sphinx par Jean-Léon Gérôme.

Desaix se met en route avec sa division et deux pièces de campagne. Il arrive, à travers le désert, le 18 messidor (6 juillet), à Damanhur, à un peu moins de soixante-dix kilomètres d’Alexandrie. Bonaparte quitte cette dernière ville en laissant son commandement à Kléber, qui est blessé. Le général Dugua marche sur Rosette. Il a l'ordre de s’en emparer et de protéger l’entrée dans le port de la flottille française, qui doit suivre la route du Caire, sur la rive gauche du Nil, et rejoindre l’armée par Rahmanié. Le 20 messidor (8 juillet), Bonaparte arrive à Damanhur où il trouve l’armée réunie. Le 22 (10 juillet), les Français se mettent en marche pour Rahmanié. Ils s'y reposent en attendant la flottille qui porte les provisions. Celle-ci arrive le 24 messidor (12 juillet). L’armée se remet en marche pendant la nuit et la flottille suit son déplacement.
La force du vent entraîne soudain les bateaux français au-delà de la gauche de l’armée et les pousse contre la flottille égyptienne. Celle-ci est soutenue par le feu de 4 000 mamelouks, renforcés de paysans et d’Arabes. Cependant, quoiqu’inférieurs en nombre, les Français lui font perdre ses chaloupes canonnières. Attiré par le bruit du canon, Bonaparte accourt au pas de charge. Le village de Chebreiss est attaqué et emporté après deux heures d’un combat acharné. C'est la bataille de Chebreiss, à l'issue de laquelle les forces égyptiennes fuient en désordre vers Le Caire en laissant 600 morts derrière eux.
Après un jour de repos passé à Chebreiss, le corps expéditionnaire se remet à les poursuivre. Le 2 thermidor (20 juillet), il arrive à une demi-lieue du village d’Embabé. La chaleur est intense et l’armée est accablée de fatigue. Cependant, les mamelouks se déploient devant le village et ne lui laissent pas de répit. Bonaparte range ses troupes en ordre de bataille. En leur montrant les fameuses pyramides que l’on aperçoit en arrière de l’ennemi, il se serait écrié : « Soldats, songez que du haut de ces monuments, quarante siècles vous contemplent ». Et en même temps, il ordonne l’attaque. C'est la bataille des Pyramides, victorieuse pour les troupes françaises.

### Victoire des Pyramides, désastre naval d’Aboukir

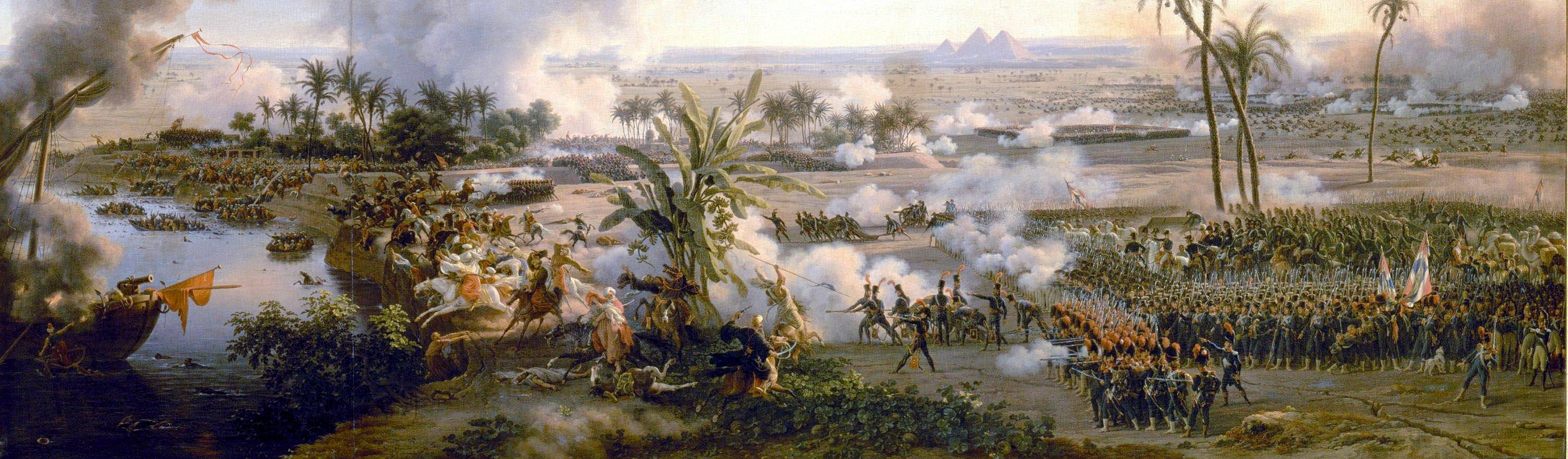
Panorama de la bataille des Pyramides, le 21 juillet 1798.

La brigade Dupuy, qui continue à poursuivre les Mamelouks en déroute, entre pendant la nuit dans Le Caire, que les beys Mourad et Ibrahim viennent de quitter.
Le 4 thermidor (22 juillet), les notables de la capitale se rendent à Gizeh auprès de Bonaparte, et lui remettent la ville. Trois jours après, il y transporte son quartier général. Desaix reçoit l’ordre de poursuivre Mourad qui a pris le chemin de la Haute-Égypte. Un corps d’observation est placé à El-Kanka pour surveiller les mouvements d’Ibrahim qui se dirige vers la Syrie. Bonaparte se met à sa poursuite, le bat à Salahie et le chasse complètement de l’Égypte, avant de revenir au Caire.
Le 30 juillet, apprenant que la flotte française est restée dans la baie d'Aboukir, Bonaparte envoie son aide de camp Jullien, escorté par une quinzaine d’hommes de la 75e demi-brigade, ordonner à l’amiral Brueys « de mouiller immédiatement dans le Port-Vieux ou de se réfugier à Corfou ». Mais lui et son escorte sont massacrés par les habitants du village d’Alqam le 2 août. S’il était parvenu à Aboukir, il serait arrivé trop tard, la bataille s’étant déroulée la veille. En effet, le 1er août, l’escadre anglaise de Nelson, après avoir cherché la flotte française pendant plusieurs semaines, la découvre dans la rade d’Aboukir. En quelques heures, onze des treize vaisseaux de ligne français et deux frégates sont pris ou détruits. Les restes de la flotte de l’amiral Brueys, deux vaisseaux et deux frégates, s'enfuient. La Royal Navy contrôle dès lors toute la Méditerranée orientale et empêche l’arrivée de renforts français.

### Administration de l’Égypte par Bonaparte

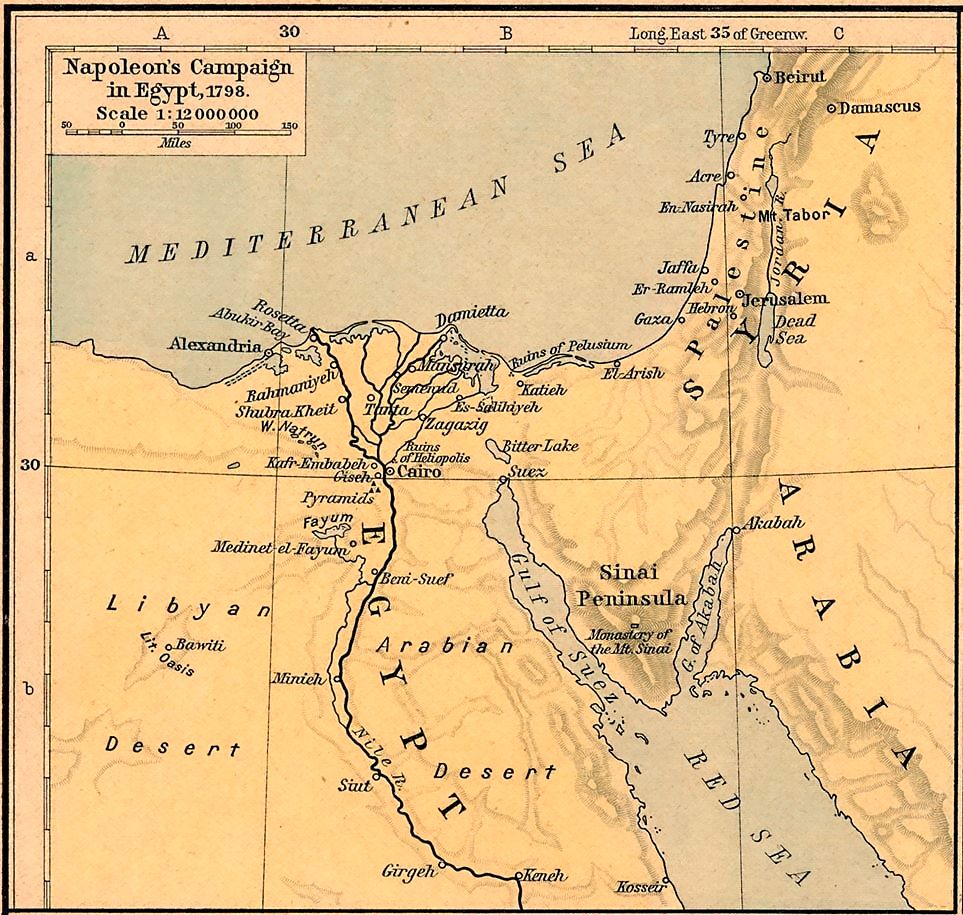
Campagne de Napoléon en Égypte en 1798.

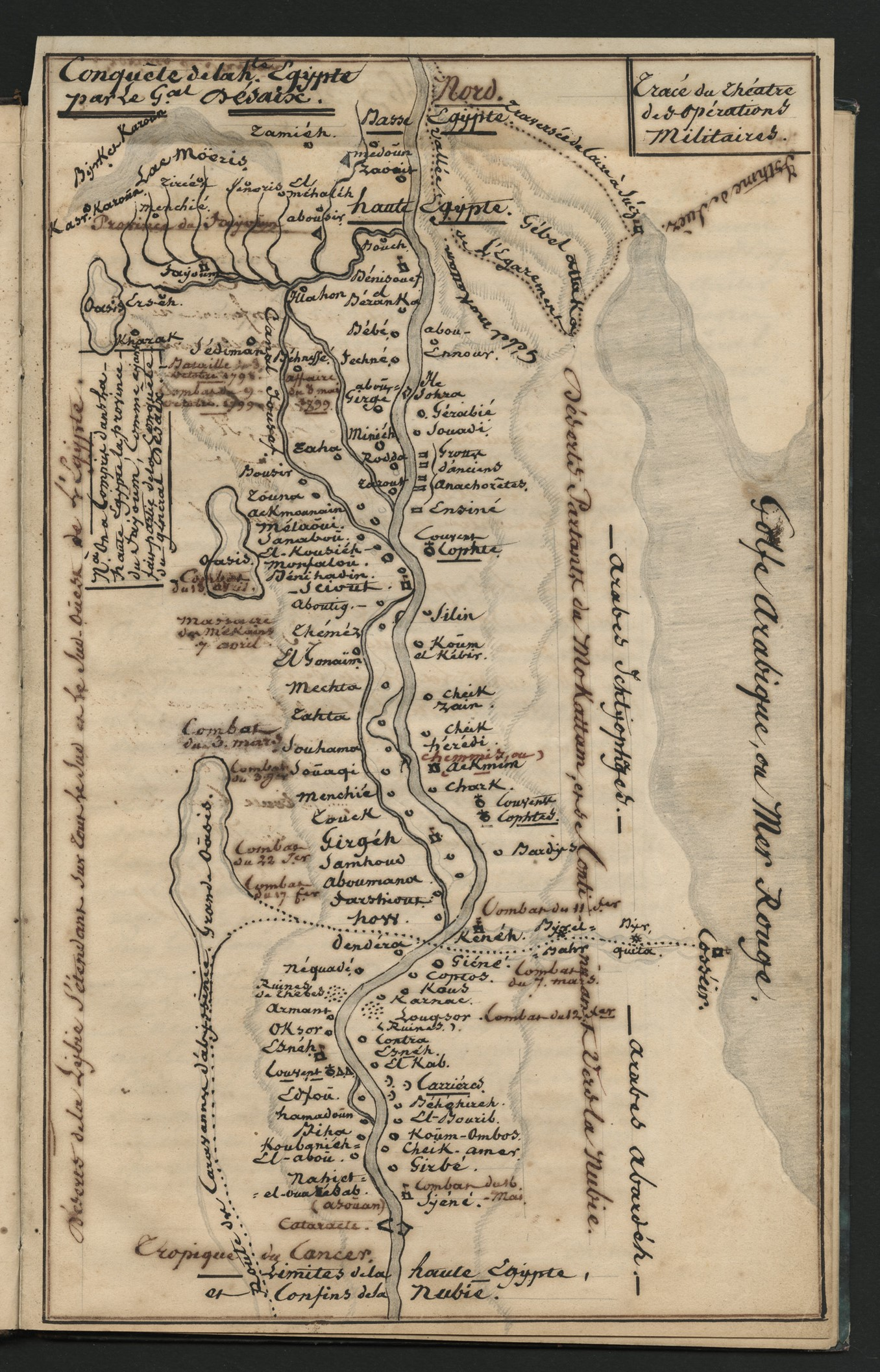
Tracé du théâtre des opérations militaires par E.L.F. Hauet.

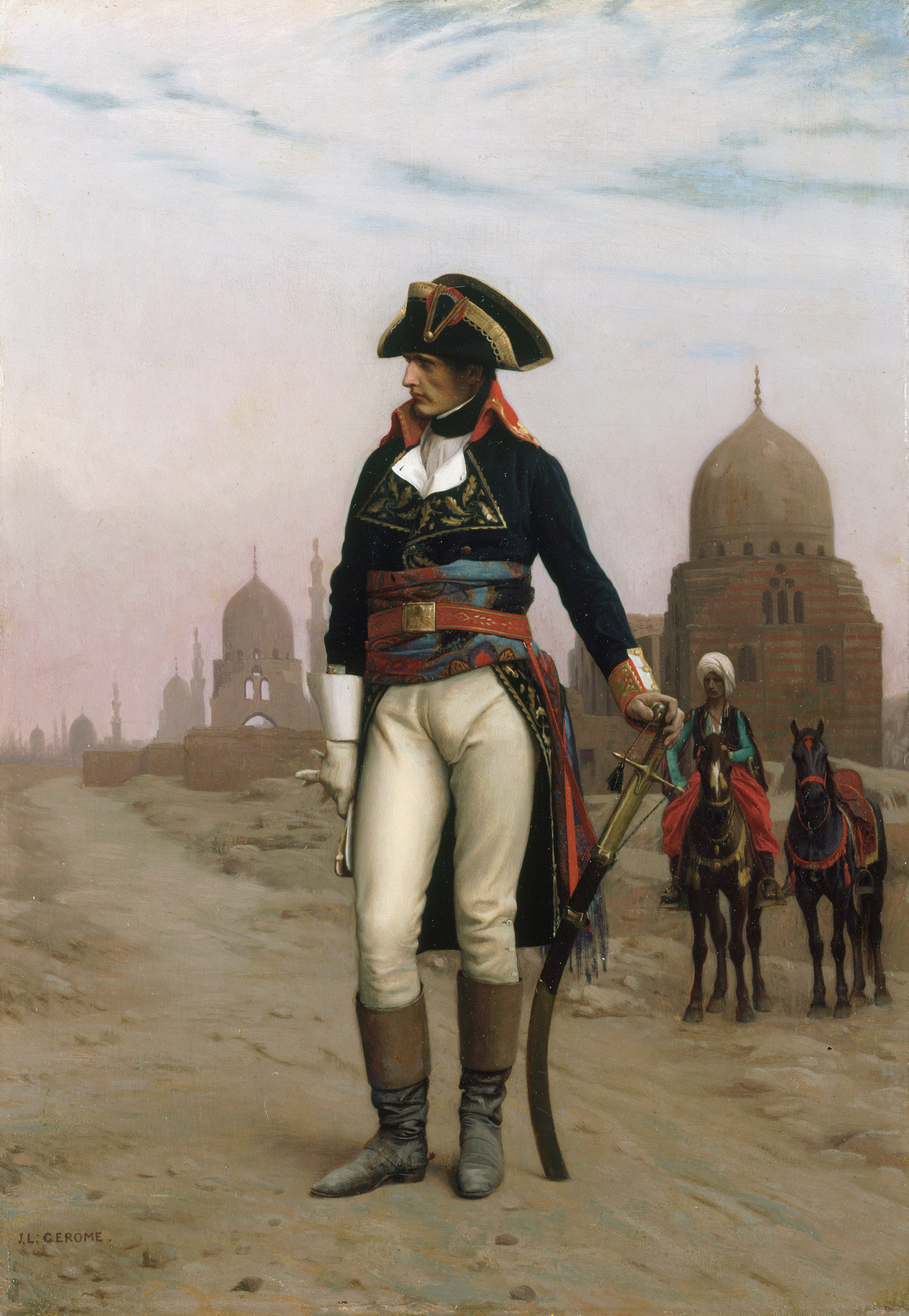
Le général Bonaparte au Caire, par Jean-Léon Gérôme (1863).

Bonaparte parvient cependant à s'imposer auprès de la population en faisant preuve d'adresse politique. Il se comporte en Égypte comme un souverain absolu.
Lors du Mawlid, la fête religieuse qui célèbre la naissance de Mahomet, il dirige lui-même les évolutions militaires organisées pour l'occasion. Il paraît à la fête et chez le cheikh vêtu à l’orientale et coiffé d'un turban. C’est à cette occasion que le Divan lui donne le titre d’Ali-Bonaparte, tandis que Bonaparte se proclame lui-même « digne enfant du Prophète » et « favori d’Allah ». À la même époque, il fait prendre des mesures sévères pour la protection des caravanes de pèlerins qui se rendent à La Mecque. À ce sujet, il écrit lui-même une lettre au gouverneur de cette ville.
Néanmoins, les populations, nullement convaincues de la sincérité de ces tentatives de conciliation, se révoltent sans cesse à cause de la levée d’impôts, devenue nécessaire pour subvenir aux besoins de l’armée. Les attaques imprévues, le poignard, tous les moyens sont bons pour exterminer ces « infidèles » venus d’Occident. Les exécutions militaires exaspèrent ces fureurs, elles sont loin de les éteindre. Les Français ne sont maîtres que du terrain qu’ils ont sous leurs pieds.
Le 22 septembre 1798 est l’anniversaire de la fondation de la République française. Bonaparte la fait célébrer avec toute la magnificence possible. Sous ses ordres, un immense cirque est construit sur la grande place du Caire. 105 colonnes, sur chacune desquelles flotte un drapeau portant le nom d’un département, décorent cette construction. Un obélisque colossal chargé d’inscriptions en occupe le centre. Sur sept autels antiques se lisent les noms des soldats morts au champ d’honneur. On entre dans cette enceinte en passant sous un arc de triomphe sur lequel est représentée la bataille des Pyramides. Il y a là une certaine maladresse, car si ce décor flatte l’orgueil des Français, il suscite des sentiments négatifs chez les Égyptiens vaincus que l'on tente de rallier.

Le jour de cette fête, le général en chef adresse une allocution aux soldats. Après avoir fait l’énumération de leurs exploits depuis le siège de Toulon, il leur dit : 
« Depuis l’Anglais, célèbre dans les arts et le commerce, jusqu’au hideux et féroce Bédouin, vous fixez les regards du monde. Soldats, votre destinée est belle… Dans ce jour, quarante millions de citoyens célèbrent l’ère du gouvernement représentatif, quarante millions de citoyens pensent à vous. »
S’étant rendu maître du pays par la force, Bonaparte entend imprimer la marque de l'Occident sur l’Égypte. Sous ses directives, Le Caire prend bientôt l’aspect d’une ville européenne. Son administration est confiée à un Divan, choisi parmi les notables de la région. Les autres villes reçoivent en même temps des institutions municipales. Un Institut, composé sur le modèle de l'Institut de France, est organisé. Le conquérant devenu législateur le dote d’une bibliothèque, d’un cabinet de physique, d’un laboratoire de chimie, d’un jardin de botanique, d’un observatoire, d’un musée d’antiquités, d’une ménagerie et au titre d’académicien, il joint celui de président de l’Institut d'Égypte.
Sous ses ordres, des savants dressent un tableau comparatif des poids et mesures égyptiens et français. Ils composent un dictionnaire français-arabe et ils calculent un triple calendrier égyptien, copte et européen. Deux journaux, l’un de littérature et d’économie politique dénommé Décade égyptienne, et l’autre de politique appelé Courrier égyptien, sont édités au Caire.
L’armée est considérablement éprouvée, par les maladies autant que par les batailles. Depuis l’incendie de sa flotte, elle ne s’attend plus à recevoir des renforts de France. Pour pallier cette situation, Bonaparte ordonne une levée parmi les esclaves âgés de seize à vingt-quatre ans. 3 000 marins rescapés du désastre d’Aboukir forment la légion nautique.
Les rues du Caire sont à cette époque fermées la nuit par des portes, les mettant à l’abri des coups de main des bédouins du désert. Le général fait enlever ces clôtures, derrière lesquelles les Égyptiens pourraient combattre les Français en cas de sédition. La révolte du Caire justifie la prévoyance de Bonaparte.

### Bonaparte, l'Islam et la culture arabe
Bonaparte adopte néanmoins une partie des us et coutumes du monde arabe,. L'intérêt de Bonaparte pour l'Islam, déjà manifeste dans ses jeunes années, se matérialise en Égypte. Il prend le nom de Napoléon-Ali, et déclare sur la place du Caire un semblant de chahada : « Il n'y a d'autre Dieu qu'Allah et Mahomet est son prophète ». Il se fait appeler « favori d'Allah » et les Égyptiens le surnomment « le Sultan El-Kébir ». Il semble cependant que malgré sa curiosité et son intérêt réel pour l'Islam et la culture arabe, il ait fait ces déclarations par calcul politique,,.

### La révolte du Caire
Le 21 octobre 1798, alors que Bonaparte se trouve dans le vieux Caire, la population de la capitale se soulève. Elle se concentre en divers lieux, notamment dans la grande mosquée. « Dès la pointe du jour, des rassemblements se formèrent dans les rues. Ils grossirent peu à peu et se portèrent en masse vers la demeure du Cadi Ibrahim Ehctem-Efendy. Vingt personnes des plus marquantes lui sont députées. Le vénérable vieillard demande le motif qui les amène. Ils se plaignent d'une mesure fiscale que vient de prendre le chef de l'armée française relative aux propriétés : ils invitent le magistrat à les suivre chez Bonaparte afin d'obtenir l'abrogation de cette mesure ». Le chef de brigade français Dupuy qui commande la place est tué le premier. Sulkowski, l'aide de camp de Bonaparte, subit le même sort. Le général Bon prend alors le commandement. Harangués par les cheikhs et les imams, les Égyptiens veulent en découdre avec les Français et égorgent tous ceux qu'ils trouvent. Des rassemblements se pressent aux portes de la ville pour en interdire l’entrée au général en chef. Repoussé à la porte du Caire, il est obligé de faire un détour pour entrer par celle de Boulaq.

La situation de l’armée française est alors des plus critiques. Les Britanniques menacent les villes maritimes. Mourad Bey tient toujours la Haute-Égypte. Les généraux Menou et Dugua contrôlent à peine la Basse-Égypte. Les Arabes unis aux paysans s'associent aux révoltés du Caire. Dans un manifeste dit « du Grand Seigneur », diffusé dans toute l’Égypte, on peut lire : 
« Le peuple français est une nation d’infidèles obstinés et de scélérats sans frein… Ils regardent le Coran, l’Ancien Testament et l’Évangile, comme des fables… Dans peu, des troupes aussi nombreuses que redoutables s’avanceront par terre, en même temps que des vaisseaux aussi hauts que des montagnes couvriront la surface des mers… Il vous est, s’il plaît à Dieu, réservé de présider à leur entière destruction (des Français) ; comme la poussière que les vents dispersent, ils ne restera plus aucun vestige de ces infidèles : car la promesse de Dieu est formelle, l’espoir du méchant sera trompé, et les méchants périront. Gloire au Seigneur des mondes ! »
Bonaparte prend des mesures vigoureuses pour mater la révolte. Il ordonne à ses troupes de repousser les Arabes vers le désert. L’artillerie est braquée vers la ville rebelle. Les insurgés sont acculés et se réfugient dans la grande mosquée Al-Azhar. Par chance pour les Français, le temps devient orageux. Ce phénomène, rarissime en Égypte, est interprété par la population comme un mauvais présage. Les insurgés demandent à Bonaparte d'accepter leur reddition : « Il est trop tard, leur fait-il répondre ; vous avez commencé, c’est à moi de finir ». Et, tout de suite, il ordonne à ses canonniers de faire feu sur la grande mosquée. Les Français en brisent les portes et s’y introduisent de vive force. Les Égyptiens sont massacrés.

Redevenu le maître de la ville, le général en chef fait rechercher les auteurs et les instigateurs de la révolte. Quelques cheikhs, plusieurs Turcs et des Égyptiens soupçonnés d’avoir fomenté les troubles sont exécutés. Pour compléter le châtiment, la ville est frappée d’une forte contribution, et son Divan est remplacé par une commission militaire. Afin d’atténuer les effets produits par le firman dit du Grand Seigneur, on affiche dans toutes les villes une proclamation qui se termine ainsi : 
« Cessez de fonder vos espérances sur Ibrahim et sur Mourad, et mettez votre confiance en celui qui dispose à son gré des empires et qui a créé les humains »

### Recherche du canal des pharaons

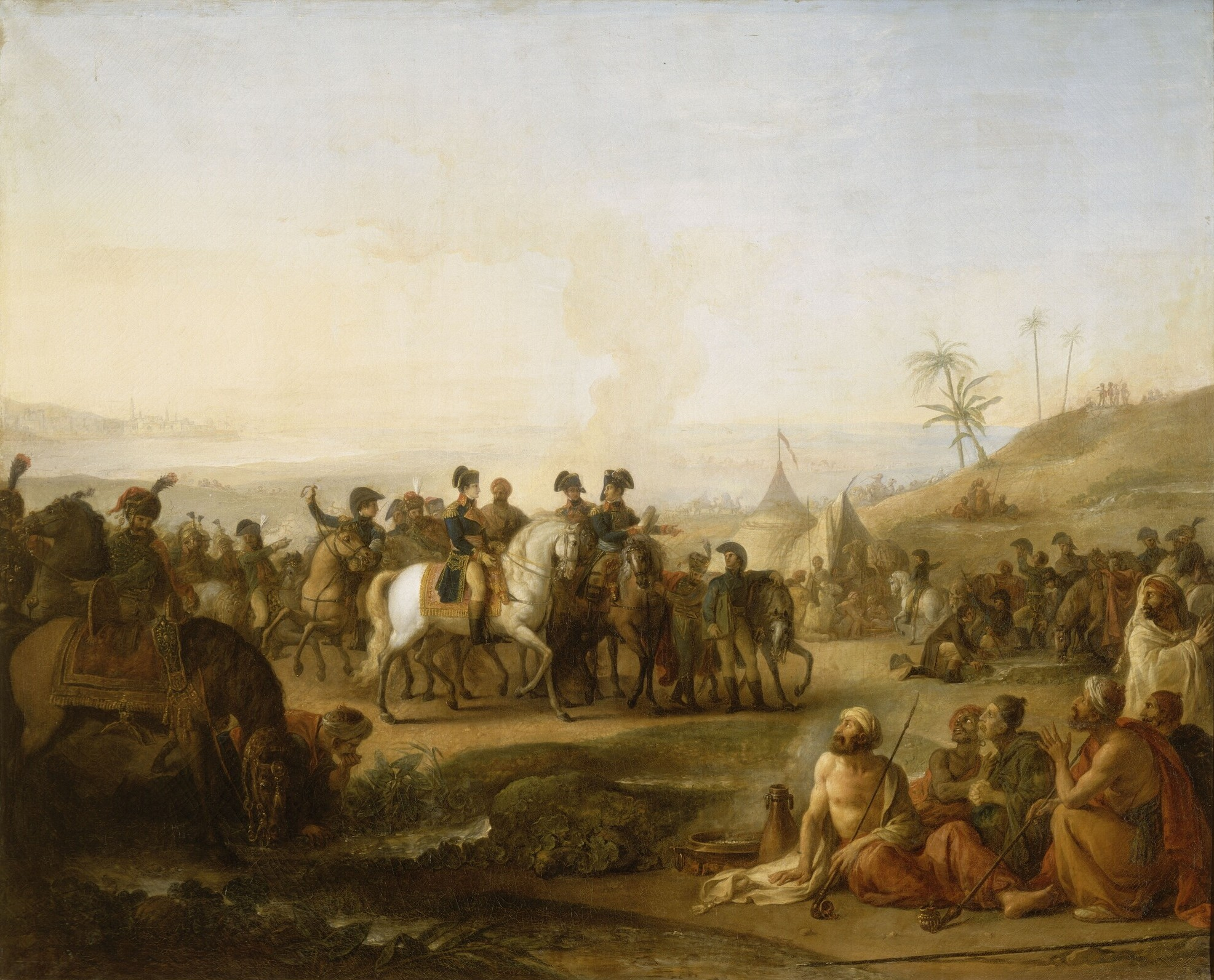
Bonaparte visitant les fontaines de Moïse en décembre 1798 pendant la recherche du canal des pharaons.

Étant de nouveau en possession de sa conquête, Bonaparte profite de ce répit pour visiter le port de Suez. Il souhaite vérifier qu’un canal avait été creusé dans l’Antiquité par les pharaons, dit-on, entre la mer Rouge et la mer Méditerranée. Avant de partir pour cette expédition, il rend aux habitants du Caire, comme gage de pardon, leur gouvernement national. Un nouveau Divan composé de soixante membres remplace la commission militaire.
Puis, accompagné de ses collègues de l’Institut, Berthollet, Monge, Le Père, Dutertre, Costaz et Caffarelli, et suivi d’une escorte de trois cents hommes, il prend le chemin de la mer Rouge. La caravane atteint Suez en trois jours. Après avoir donné l'ordre de compléter les fortifications de la place, Bonaparte traverse la mer Rouge et va reconnaître en Arabie les célèbres fontaines de Moïse le 28 décembre 1798. Durant son retour, il est surpris par la marée et manque de se noyer. Arrivé à Suez, il reçoit une députation d’Arabes qui sollicitent l’alliance des Français. Après quelques recherches, des traces de l’ancien canal des pharaons Sésostris III et Nékao II sont retrouvées. L'objectif du voyage est atteint.
Sur ces entrefaites, le commandement français apprend que Djezzar Pacha (surnommé « le boucher », djezzar en arabe, pour sa cruauté), de Syrie, s’est emparé du fort d’El-Arich, situé sur la Méditerranée, à proximité de la frontière de l’Égypte avec la Palestine qu’il est destiné à défendre. Ne doutant plus de l’imminence d’un affrontement avec le sultan ottoman, Bonaparte décide de préparer l'engagement. Une expédition de Syrie est donc mise sur pied.

### L'expédition de Syrie

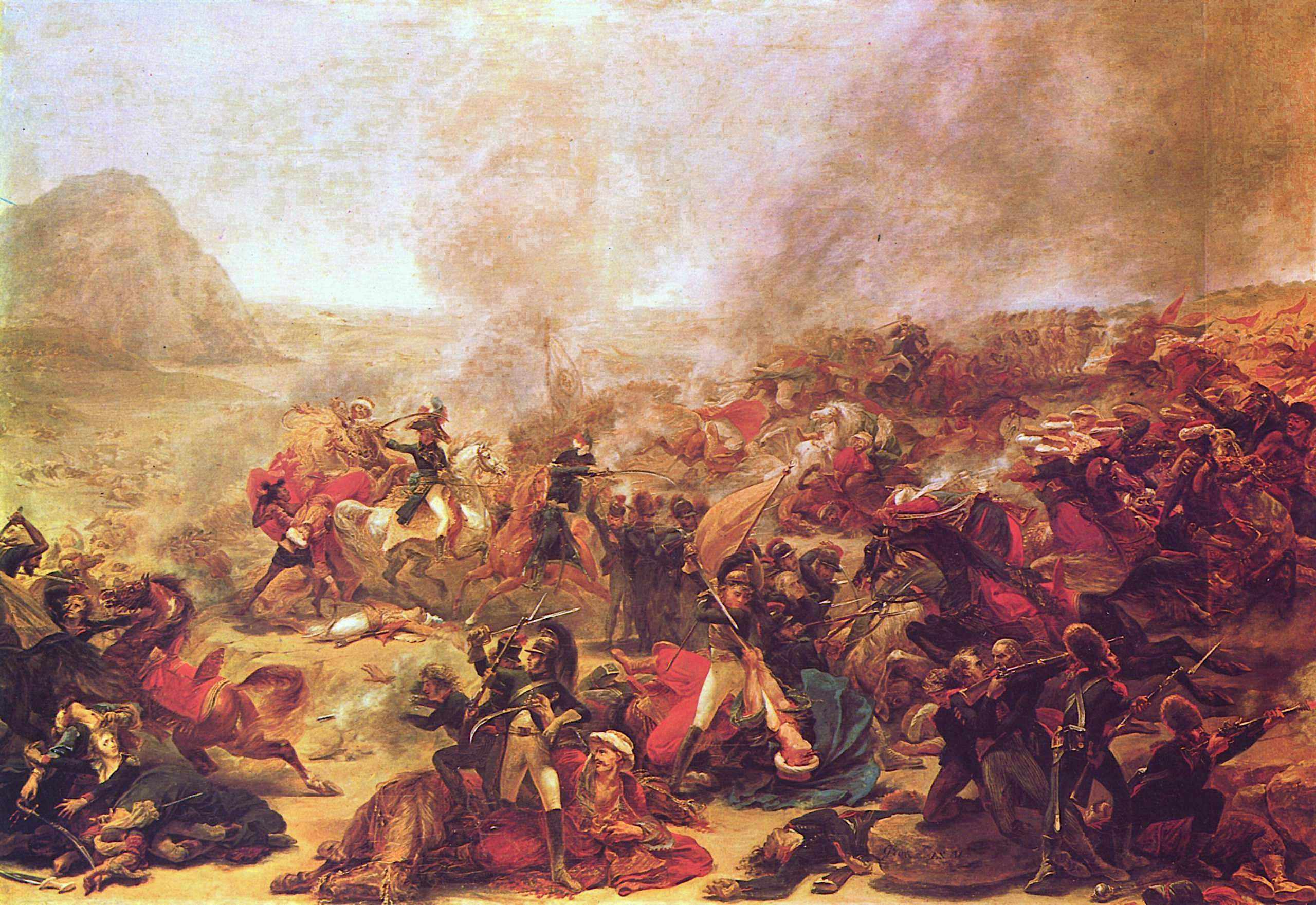
Combat de Nazareth par Antoine-Jean Gros, 1801, musée d'Arts de Nantes.

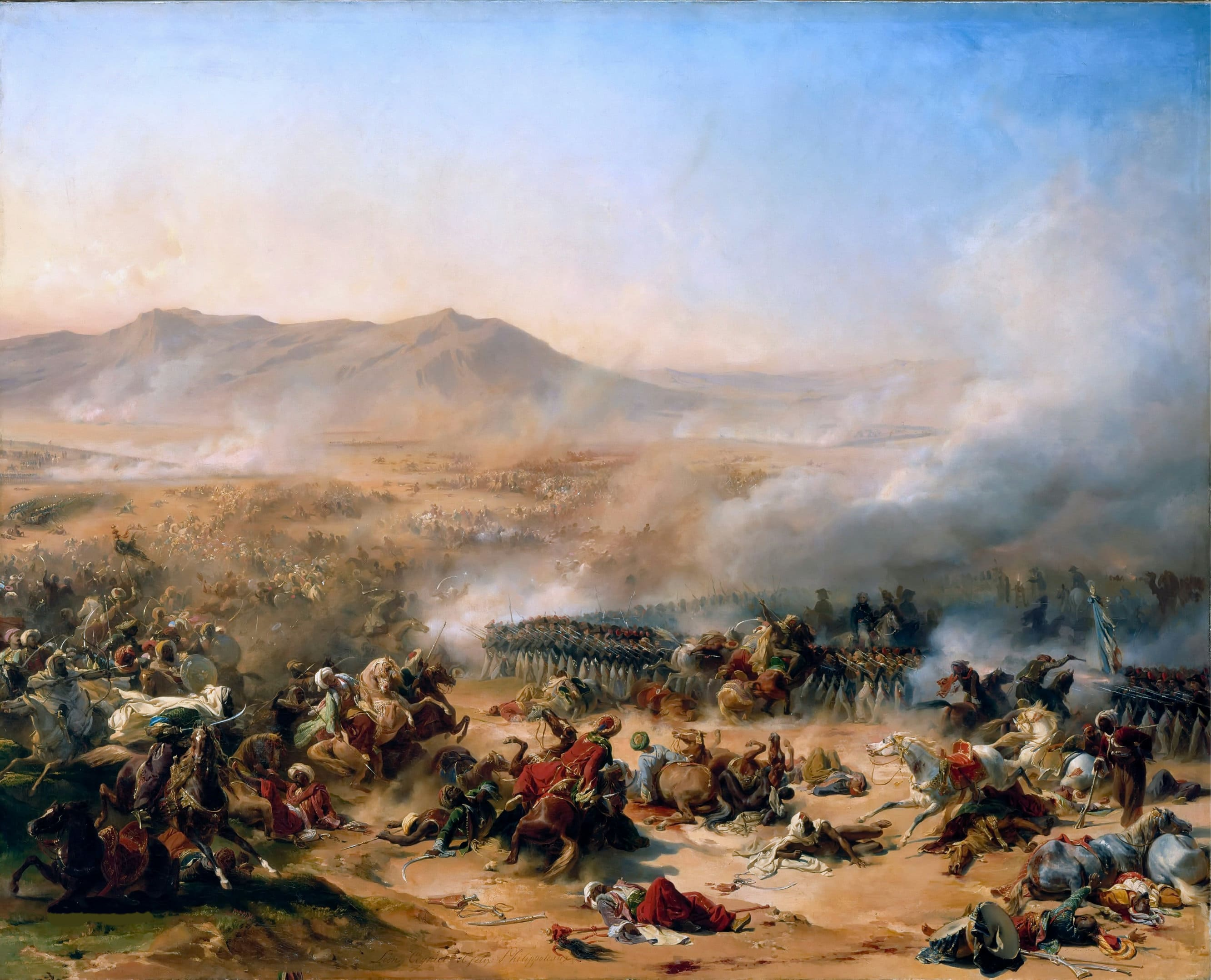
Bataille du Mont-Thabor, par Léon Cogniet.

De retour au Caire, Bonaparte donne à 12 945 soldats l'ordre de se tenir prêts à partir. Ces derniers sont organisés ainsi :
- Infanterie :
  - 2 349 hommes appartenant à la division Kléber,
  - 2 449 hommes appartenant à la division Bon,
  - 2 924 hommes appartenant à la division Lannes,
  - 2 160 hommes appartenant à la division Reynier ;
- cavalerie (commandée par Murat) : 800 hommes ;
- artillerie (commandée par Dommartin) : 1 385 hommes ;
- génie (commandé par Caffarelli du Falga) : 340 hommes ;
- régiment de dromadaires (commandé par Cavalier) : 88 hommes[21].

Les 400 guides à cheval qui forment l'escorte ordinaire de Bonaparte sont commandés par Bessières.
Le contre-amiral Perrée doit croiser devant Jaffa et apporter l’artillerie de siège. Celle de campagne compte quatre-vingts bouches à feu. Sa flotte se compose des frégates Junon (quarante-deux canons), Courageuse (quarante canons) et Alceste (trente-huit canons), ainsi que les bricks Salamine et Alerte, armés chacun de dix-huit canons. Elle laisse sur place, outre les approvisionnements qu'elle transporte, quatre des pièces de dix-huit de la Junon et six-cents boulets de douze.
Reynier, qui commande l’avant-garde, arrive en peu de jours devant El-Arich. Il s’empare de la place, détruit une partie de la garnison et force le reste à se réfugier dans le château. En même temps, il met en fuite les mamelouks d’Ibrahim et se rend maître de leur camp. Sept jours après son départ du Caire, Bonaparte arrive devant El-Arich. Il fait bombarder l'une des tours du château et la garnison capitule en deux jours. Une partie de ses soldats sont engagés dans l’armée française.
Après soixante lieues d’une marche pénible dans le désert, l’armée arrive à Gaza. Elle s’y rafraîchit et s’y repose pendant deux jours. Trois jours plus tard, elle se trouve devant les murs de Jaffa. La ville est entourée de hautes murailles flanquées de tours. Djezzar en a confié la défense à des troupes d’élite. L’artillerie est servie par 1 200 canonniers turcs. Les forces françaises doivent impérativement s'en emparer, car c’est un des points d'accès à la Syrie. Son port offre un abri sûr à l’escadre. De sa chute dépend en grande partie le succès de l’expédition.

Tous les ouvrages extérieurs sont au pouvoir des assiégeants. Une brèche est praticable. Bonaparte envoie un émissaire turc au commandant de la ville pour le sommer de se rendre, mais celui-ci le fait décapiter au sabre, malgré la neutralité du diplomate. Il ordonne une sortie, qui est repoussée, et le soir même les boulets des assiégeants détruisent l'une de ses tours. Malgré la résistance désespérée de ses défenseurs, Jaffa succombe. Les forces françaises y commettent pendant deux jours et deux nuits des nombreuses exactions. Pour marquer les esprits, quatre mille prisonniers sont fusillés ou décapités par un trancheur de tête musulman engagé en Égypte. Ces exécutions sauvages ont trouvé des apologistes : 
« Car pour maintenir dans la soumission un nombre si considérable de captifs, il eût fallu en confier la garde à une escorte qui eût diminué d’autant les forces de l’armée ; que si on leur eût permis de se retirer en toute liberté, il était raisonnable de craindre qu’ils n’allassent grossir les rangs des troupes de Djezzar. »
Avant de quitter Jaffa, Bonaparte y établit un Divan et un grand hôpital dans lequel sont soignés les soldats atteints de la peste. Les symptômes de cette épidémie se sont déclarés parmi les troupes dès le commencement du siège. Un rapport des généraux Bon et Rampon donne à Bonaparte de vives inquiétudes sur la propagation de ce fléau. Afin de dissiper les craintes et de tranquilliser les esprits, il se rend au chevet des malades en leur disant : « Vous voyez, cela n’est rien ». Au sortir de l’hôpital, il répond à ceux qui lui reprochent cette imprudence : « C’était mon devoir, je suis le général en chef ».
De Jaffa, l’armée se dirige vers Saint-Jean-d'Acre. En chemin, elle prend Kaïffa où elle trouve des munitions et toutes sortes d'approvisionnements. Les châteaux de Jaffet, de Nazareth et la ville de Tyr tombent aussi entre ses mains. Mais Saint-Jean-d'Acre sera le point d'arrêt de cette expédition. Située au bord de la mer, la ville peut recevoir des renforts par ce côté, la marine britannique soutenant celle du sultan.
Après soixante jours d’attaques réitérées et deux assauts meurtriers mais inefficaces, la place tient toujours. Outre les renforts qu’elle attend du côté de la mer, une grande armée se forme en Asie Mineure par ordre du sultan et s’apprête à marcher contre les Français. Djezzar, pour seconder ces mouvements, tente une sortie générale contre le camp de Bonaparte. Cette attaque est soutenue par l’artillerie et les équipages des vaisseaux britanniques. Bonaparte parvient cependant à repousser les colonnes de Djezzar derrière leurs murailles.
Après ce succès, il se porte au secours de Kléber qui, retranché dans les ruines avec 4 000 hommes, tient tête à 20 000 Turcs. Bonaparte tire avantage des positions de l’ennemi au cours de la bataille du Mont-Thabor. ll envoie Murat et sa cavalerie sur le Jourdain pour en défendre le passage. Vial et Rampon marchent sur Naplouse, et lui-même se place entre les Turcs et leurs magasins. Ces dispositions lui donnent le dessus. L’armée ottomane, attaquée à l’improviste en divers points, est mise en déroute et coupée dans sa retraite. Elle laisse 5 000 morts et abandonne chameaux, tentes et provisions.
De retour à Saint-Jean-d’Acre, Bonaparte apprend que le contre-amiral Perrée a fait débarquer à Jaffa sept pièces de siège. Il lance deux assauts successifs, qui sont violemment repoussés. Une flotte portant pavillon ottoman est signalée à l'horizon. Les Français décident de hâter la prise de la ville avant l'arrivée de ces renforts. Une cinquième attaque générale est ordonnée et tous les ouvrages extérieurs sont emportés. Les Turcs sont repoussés dans la ville, et leur feu commence à se ralentir. La ville semble sur le point de capituler.

Les défenseurs peuvent cependant compter sur la présence d'un émigré, Phélippeaux, officier du génie et ancien condisciple de Bonaparte à l’École militaire. Sous ses ordres, des canons sont placés dans les directions les plus avantageuses. De nouveaux retranchements sont élevés derrière les ruines de ceux que les assiégeants ont emportés. En même temps, Sidney Smith, qui commande la flotte britannique, arrive avec ses vaisseaux. Cela redonne de l'espoir aux assiégés. Trois assauts français consécutifs, toujours repoussés, obligent finalement Bonaparte à renoncer à prendre la ville. Il lève le siège et adresse cette proclamation à ses soldats : 
« Après avoir, avec une poignée d’hommes, nourri la guerre pendant trois mois dans le cœur de la Syrie, pris quarante pièces de campagne, cinquante drapeaux, fait 10 000 prisonniers, rasé les fortifications de Gaza, Kaïffa, Jaffa, Acre, nous allons rentrer en Égypte. »
La situation de l’armée française est critique. Outre la menace que les troupes ottomanes font peser sur ses arrières pendant sa retraite, et les fatigues et privations qui l’attendent dans le désert, elle a à sa charge un grand nombre de pestiférés : s'ils sont laissés sur place, les Français craignent qu'ils soient massacrés par les Ottomans, mais aussi que l'épidémie continue à faire des ravages dans ses rangs s'ils sont emmenés.
Il y a deux lieux de dépôt de malades, l’un dans le grand hôpital du mont Carmel et l’autre à Jaffa. Par ordre du général en chef, ceux du mont Carmel sont évacués dans cette dernière ville et à Tentura. Les chevaux d’artillerie dont les pièces sont abandonnées, les chevaux des officiers et les chevaux du général en chef sont livrés à l’ordonnateur Daure pour transporter les malades. Bonaparte se déplace à pied pour montrer l’exemple.
Pour dissimuler son départ, l’armée se met en marche pendant la nuit. Arrivé à Jaffa, Bonaparte ordonne trois évacuations de pestiférés vers trois points différents : l’une par la mer sur Damiette, la seconde et la troisième par la terre sur Gaza et sur El-Arish. Selon plusieurs témoignages d'officiers, Bonaparte préconise de faire empoisonner des dizaines de ses soldats intransportables.
Dans sa retraite, l’armée pratique la politique de la terre brûlée : bestiaux, moissons, maisons, sont détruits. Seule la ville de Gaza, restée fidèle aux Français, est épargnée.
Enfin, après quatre mois d’absence, l’expédition arrive au Caire avec 1 800 blessés. Elle a perdu en Syrie six cents hommes morts de la peste et 1 200 hommes tués dans les combats.

L’échec du siège de Saint-Jean-d'Acre a un grand retentissement en Égypte. Des émissaires turcs et britanniques font courir le bruit que l’armée française a été en grande partie détruite et que son chef est mort. Bonaparte parvient à faire taire ces rumeurs. Sous ses ordres, les troupes, en entrant en Égypte, prennent l’attitude d’une armée triomphante : les soldats portent dans leurs mains des branches de palmier, emblèmes de la victoire. Dans sa proclamation aux habitants du Caire, il dit : 

« Il est arrivé au Caire, le Bien-Gardé, le chef de l’armée française, le général Bonaparte, qui aime la religion de Mahomet ; il est arrivé bien portant et bien sain, remerciant Dieu des faveurs dont il le comble. Il est entré au Caire par la porte de la Victoire. Ce jour est un grand jour ; on n’en a jamais vu de pareil ; tous les habitants du Caire sont sortis à sa rencontre. Ils ont vu et reconnu que c’était bien le même général en chef Bonaparte en propre personne ; ils se sont convaincus que tout ce qui avait été dit sur son compte était faux… Il fut à Gaza et à Jaffa ; il a protégé les habitants de Gaza ; mais ceux de Jaffa, égarés, n’ayant pas voulu se rendre, il les livra tous, dans sa colère, au pillage et à la mort. Il a détruit tous les remparts et fait périr tout ce qui s’y trouvait. Il y avait à Jaffa environ 5 000 hommes des troupes de Djezzar : il les a tous détruits. »

### Vers la bataille terrestre d'Aboukir

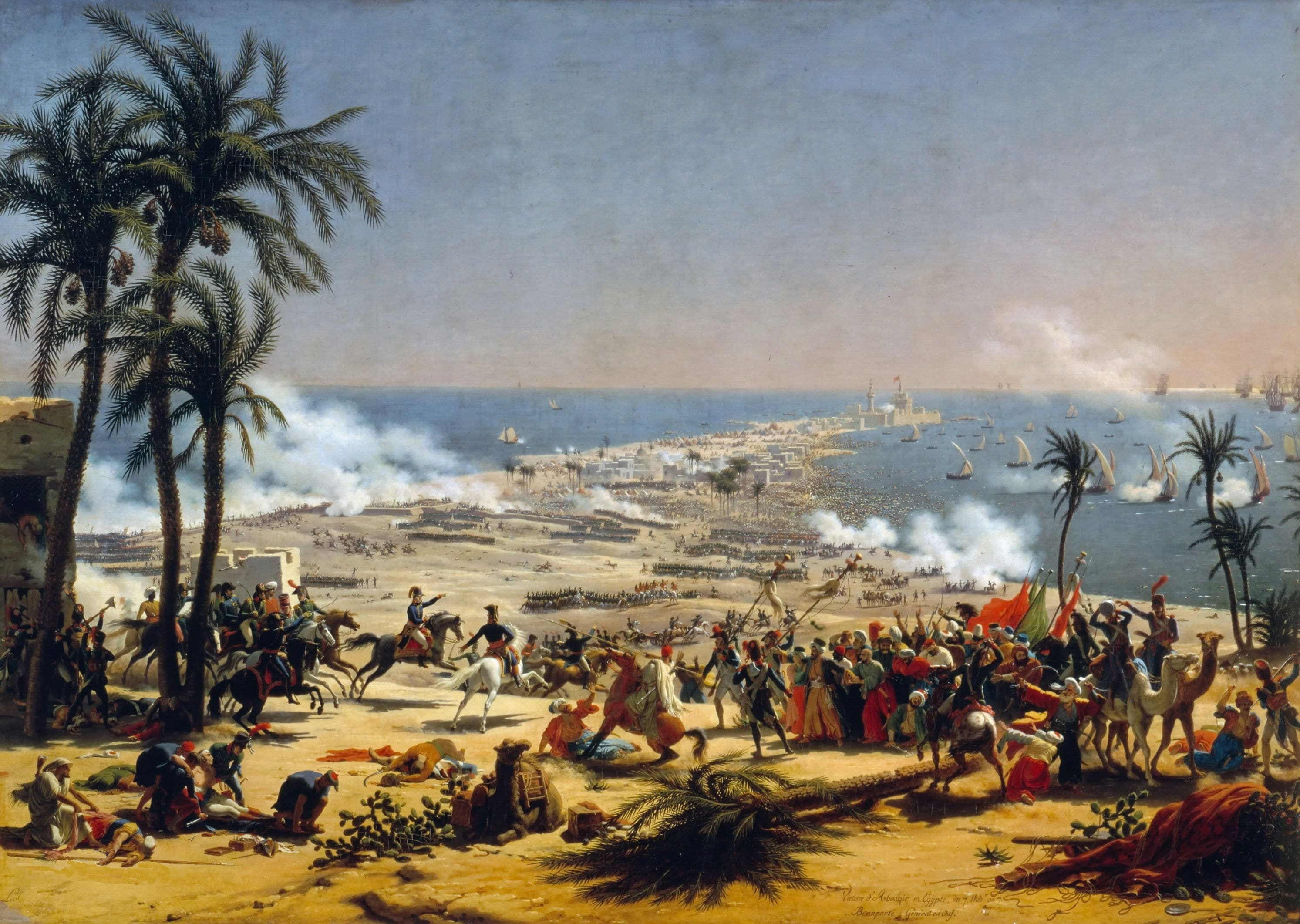
La bataille d'Aboukir, le 25 juillet 1799, dernière bataille de Bonaparte en Égypte.

L’armée trouve au Caire le repos et les approvisionnements dont elle a besoin, mais son séjour dans cette ville sera bref. Bonaparte est informé que Mourad Bey, déjouant les poursuites des généraux Desaix, Belliard, Donzelot, Davout, est descendu de Haute-Égypte. Il se met alors en marche pour l’attaquer aux pyramides ; là, il apprend qu’une flotte turque de cent voiles est devant Aboukir et menace Alexandrie.
Sans perdre de temps et sans rentrer au Caire, il ordonne à ses généraux de se porter rapidement au-devant de l’armée du pacha de Roumélie, Saïd Mustapha, auquel se sont joints les corps de Mourad Bey et d’Ibrahim. Avant de quitter Gizeh où il se trouve, Bonaparte écrit au Divan du Caire : « Quatre-vingts bâtiments ont osé attaquer Alexandrie. Mais repoussés par l’artillerie de cette place, ils sont allés mouiller à Aboukir où ils commencent à débarquer. Je les laisse faire, parce que mon intention est de les attaquer, de tuer tous ceux qui ne voudront pas se rendre, et de laisser la vie aux autres pour les mener en triomphe au Caire. Ce sera un beau spectacle pour la ville ».
Bonaparte se rend d’abord à Alexandrie, puis marche sur Aboukir dont le fort s’est rendu aux Turcs. L'armée ottomane, qui compte 18 000 combattants, est soutenue par une nombreuse artillerie. Elle est défendue par des retranchements du côté terrestre, et du côté de la maritime, elle communique librement avec la flotte. Bonaparte donne l’assaut. En quelques heures, les retranchements sont enlevés, 10 000 Turcs se noient dans la mer et le reste est pris ou tué. Murat capture le général Saïd Mustapha, dont le fils commandait le fort, et tous les officiers ayant survécu au carnage qui formeront le cortège triomphal du vainqueur. La population du Caire, voyant revenir Bonaparte avec ses illustres prisonniers, l'accueille avec respect.
La bataille d’Aboukir, le 25 juillet 1799, est la dernière victoire de Bonaparte en Égypte. Une autre phase de sa carrière commence. Au regard de la faiblesse de ses forces, qui ne lui permettent plus d'entreprendre une expédition d'envergure au-delà des frontières de sa conquête, comme il l'a constaté à Saint-Jean d’Acre. Il décide, afin d'éviter de devoir capituler, ce qui nuirait à son prestige, de retourner en France.
Bonaparte apprend, par ses communications avec la flotte britannique lors de l’échange des prisonniers d’Aboukir et par la Gazette de Francfort envoyée par Sidney Smith, que la situation a changé en France. L'armée du pays a subi des revers, ses propres conquêtes ont été perdues et la population ne fait plus confiance au Directoire. Il comprend que son retour pourrait être bien perçu. Son voyage retour est décidé dans le secret. Un voyage dans le delta du Nil est le prétexte qu’il met en avant pour sortir du Caire sans éveiller les soupçons. Les savants Monge et Berthollet, ainsi que le peintre Denon, les généraux Berthier, Murat, Lannes et Marmont l’accompagnent.

### Le passage de témoin à Kléber

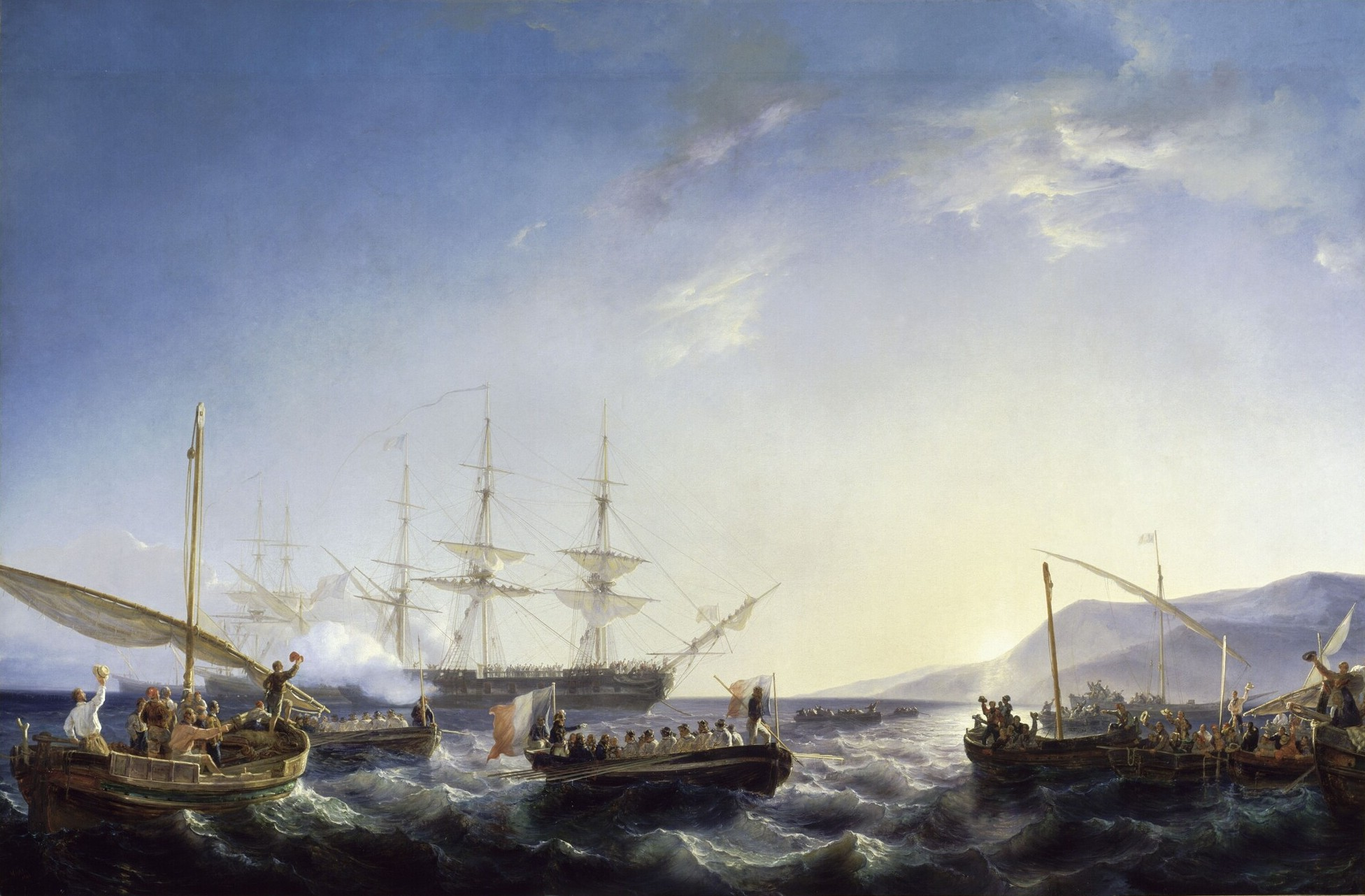
Bonaparte rentrant d’Égypte et arrivant à Fréjus le 9 octobre 1799. Johan Hendrik Louis Meijer (1843), Collections du château de Versailles.

Le 23 août 1799, l’armée apprend par une proclamation que le général en chef a transmis ses pouvoirs au général Kléber. Cette nouvelle est reçue avec quelque mécontentement, mais l’indignation cesse bientôt car Kléber a fait ses preuves et a la confiance de ses hommes. Ceux-ci sont aussi portés à croire que Bonaparte n'est parti en France que pour lever de nouveaux renforts, avec lesquels il reviendra en Égypte et reprendra la tête de ses anciens compagnons d’armes.
À la nuit tombante, la frégate la Muiron vient prendre Bonaparte discrètement sur le rivage. Trois autres bâtiments l'escortent. Quarante-et-un jours de traversée se déroulent sans encombre, ce qui est assez surprenant compte tenu du nombre de vaisseaux ennemis qui croisent en Méditerranée.
La flottille française entre dans le port d’Ajaccio le 1er octobre. Les vents contraires l’y retiennent jusqu’au 8 octobre avant qu’elle appareille pour la France. En apercevant la côte, les Français voient aussi apparaître dix voiles britanniques. Le contre-amiral Ganteaume veut virer de bord vers la Corse. « Non, lui dit Bonaparte, cette manœuvre nous conduirait en Angleterre, et je veux arriver en France. » Cet acte de fermeté le sauve, et le 16 vendémiaire an VIII (8 octobre 1799), les frégates mouillent dans la rade de Fréjus. Comme il n’y a pas de malades à bord et que la peste a cessé en Égypte six mois avant son départ, le général et sa suite peuvent mettre pied à terre sans délai. À six heures du soir, il prend la route de Paris accompagné de son chef d’état-major Berthier.

## Assassinat de Kléber

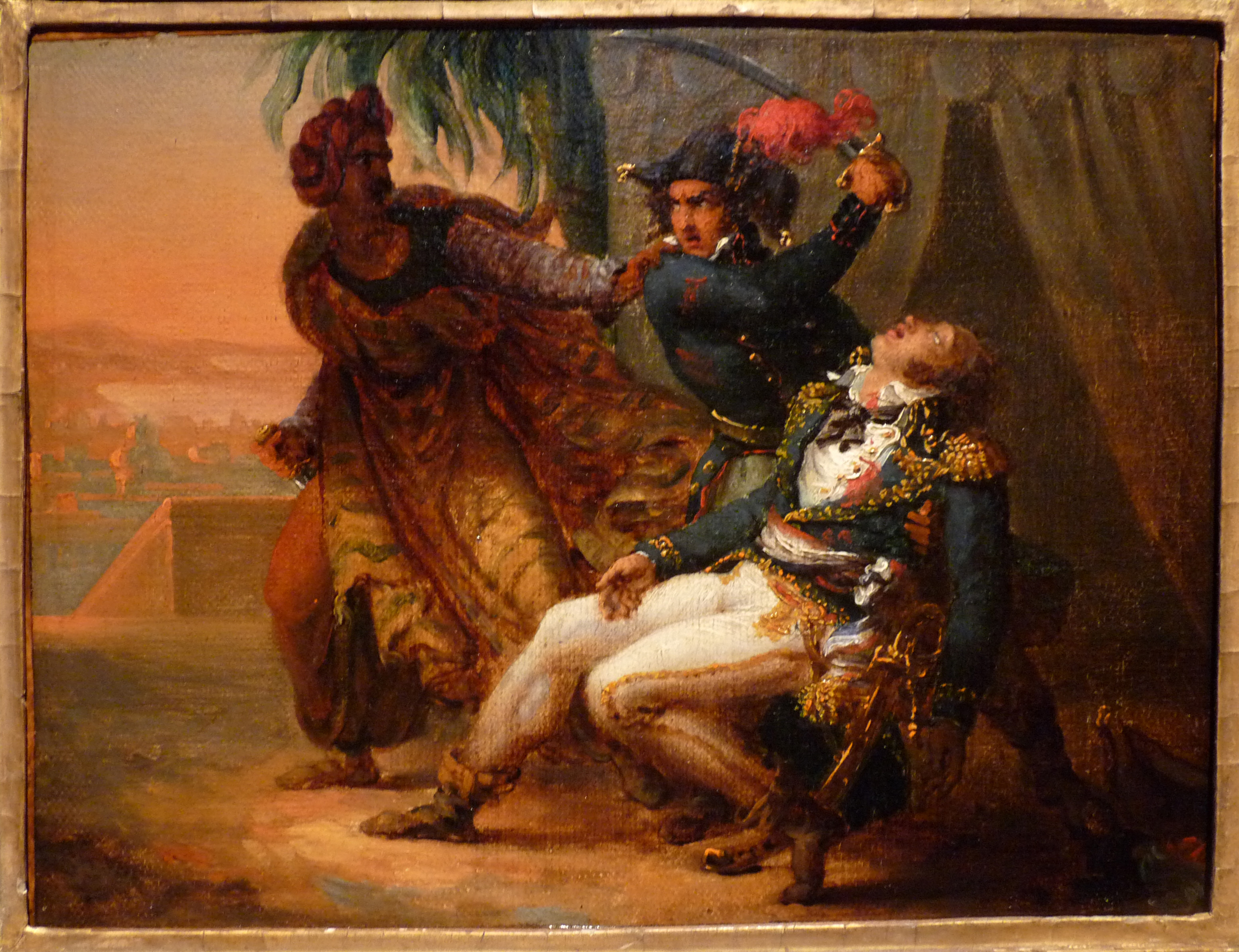
Assassinat de Kléber. Antoine-Jean Gros (1820), Musée historique de Strasbourg.

Kléber, le nouveau commandant en chef de l'armée d'Égypte, tente de négocier avec les Anglais, mais les conditions imposées par l'amiral Keith lui paraissent inacceptables. Il décide de reprendre la guerre et bat les troupes ottomanes à la bataille d'Héliopolis. Le 14 juin 1800 (26 prairial an VIII, jour de la bataille de Marengo), alors qu'il sort d'un déjeuner chez le général Damas, chef d'État-Major, et accompagné de l'architecte Protain, Kléber est poignardé à mort par un étudiant syrien nommé Soleyman el-Halaby. Le général Menou lui succède, et informe Bonaparte du meurtre le 3 juillet 1800. Sa lettre est publiée dans Le Moniteur le 6 septembre suivant, avec la conclusion de la commission chargée de juger les responsables de l’assassinat :

« La commission, après avoir mis toute la solennité possible à l'instruction du procès, a cru devoir, dans l'application de la peine, suivre les usages de l'Égypte ; elle a condamné l'assassin à être empalé après avoir eu la main droite brûlée ; et trois des cheiks coupables, à être décollés et leurs corps brûlés. »

## Fin de l'expédition
Une nouvelle offensive anglo-ottomane amène la capitulation du corps expéditionnaire français le 31 août 1801. Menou obtient du général anglais Ralph Abercromby que l'armée française soit rapatriée par les vaisseaux anglais.

## L'expédition scientifique

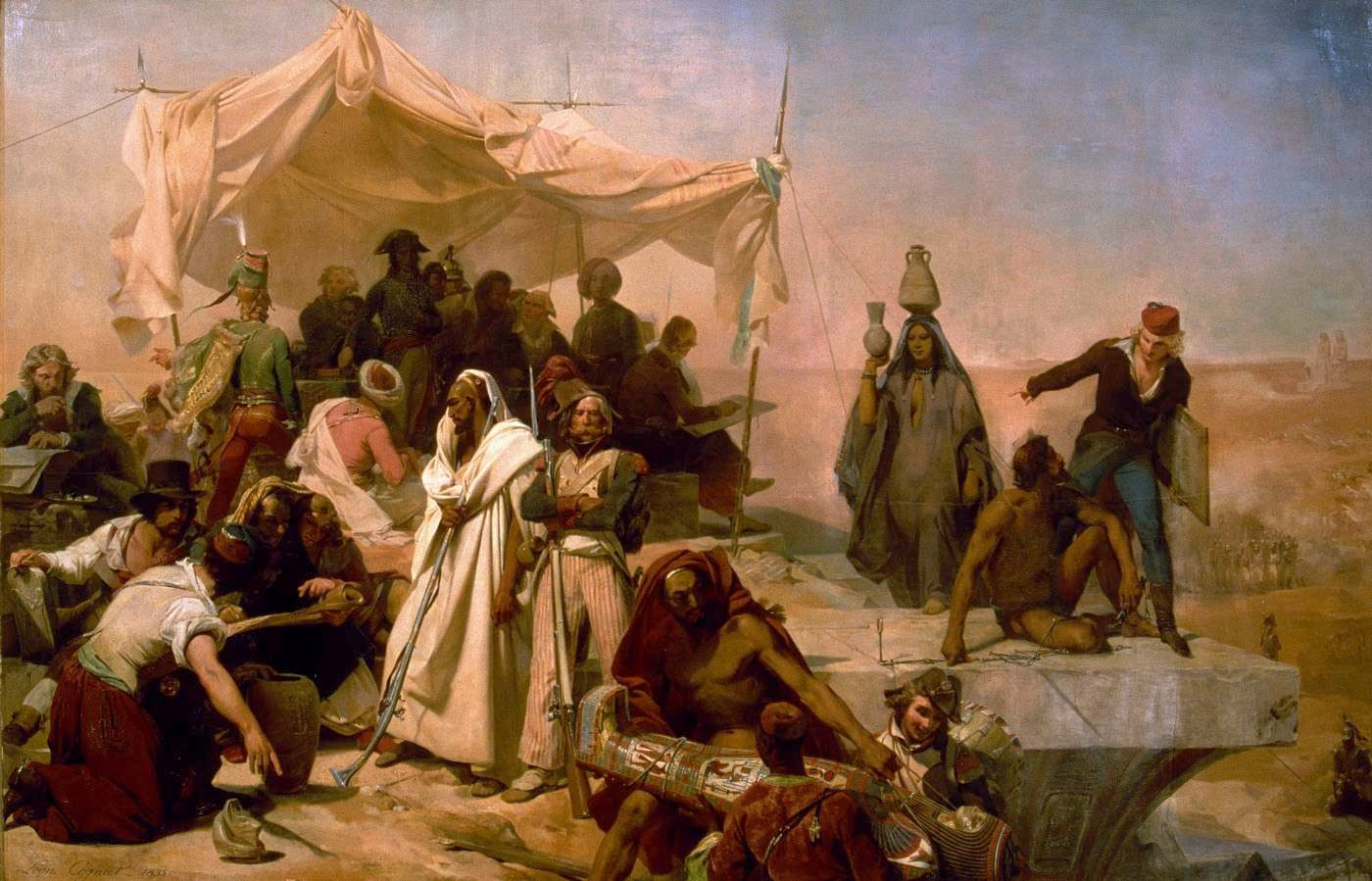
L’Expédition d’Égypte sous les ordres de Bonaparte, peinture de Léon Cogniet, début XIXe siècle.

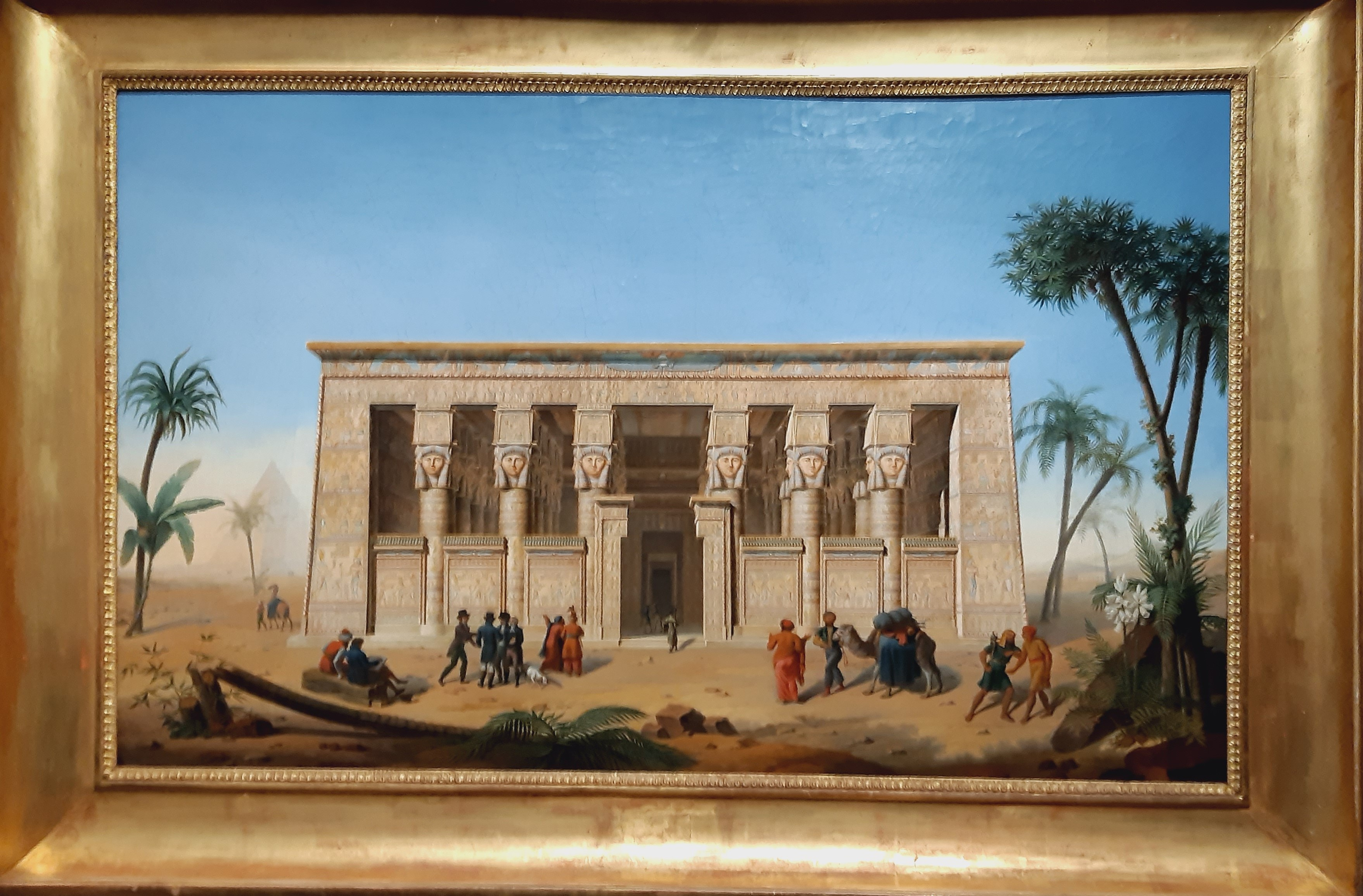
Les scientifiques de la campagne d'Égypte devant le temple de Dendérah, musée Champollion.

L'armada française qui part de Toulon emporte avec elle des soldats, mais aussi 167 savants, ingénieurs et artistes, membres de la Commission des sciences et des arts. Le géologue Dolomieu, le dessinateur Henri-Joseph Redouté, le mathématicien Gaspard Monge (l'un des fondateurs de l'École polytechnique), le chimiste Claude-Louis Berthollet, l'écrivain Dominique Vivant Denon, le mathématicien Jean-Joseph Fourier, le physicien Malus, le naturaliste Étienne Geoffroy Saint-Hilaire, le botaniste Alire Raffeneau-Delile, l'ingénieur Nicolas-Jacques Conté du Conservatoire national des arts et métiers, et Fourier mathématicien (devenu plus tard préfet de l'Isère à Grenoble) sont du voyage.
À l'origine, ces savants ont pour mission d'aider l'armée, notamment de percer le canal de Suez, de tracer des routes ou de construire des moulins pour faciliter la logistique militaire.
Ils fondent l'Institut d'Égypte, qui a pour mission de diffuser les travaux des Lumières en Égypte, grâce à un travail interdisciplinaire : amélioration des pratiques agricoles, apport de techniques d'architecture … Une revue scientifique est créée, la Décade égyptienne, ainsi qu'une académie, l'Institut d'Égypte.
La publication en 1802 de 141 gravures, accompagnées d'abondants commentaires, dans le Voyage dans la basse et haute Égypte, est faite par Vivant Denon qui a accompagné Bonaparte lors de son retour en France. Elle jouera un rôle majeur dans le développement de l'égyptomanie auprès du grand public, et stimulera les premières tentatives de déchiffrement des hiéroglyphes. Cet ouvrage sera le premier succès européen de l'édition, avec de multiples rééditions dans de nombreuses langues au cours du XIXe siècle.
L'étude de l'Égypte ancienne (égyptologie) par les membres de la Commission donnera lieu à la publication de la Description de l'Égypte sous les ordres de Napoléon à partir de 1809 et terminée en 1821.

### Matériel rapporté
Au cours de l'expédition, les savants étudient le pays égyptien et les vestiges archéologiques. Ils prennent des dessins et s'intéressent aux ressources du pays. La pierre de Rosette est découverte dans le village de Rachid en juillet 1799 par un jeune officier du génie, Pierre-François-Xavier Bouchard. La plupart de ces découvertes, dont cette pierre, seront par la suite saisies par les Britanniques et finiront au British Museum. C'est grâce à une copie de la pierre de Rosette, réalisée avant sa saisie et publiée dans la Description de l'Égypte, que le Français Jean-François Champollion parviendra à déchiffrer les hiéroglyphes en 1822.
Le général Noël Varin Bey, resté au service du vice-roi d'Égypte, devient général de l'armée d'Égypte. De retour en France, il s'installera en 1857 à Rueil-Malmaison, avec dans ses bagages une momie d'enfant qui possède encore ses cartonnages avec, en inscription, le nom de sa jeune propriétaire, Ta-Iset (« celle d'Isis »).

## La propagande napoléonienne

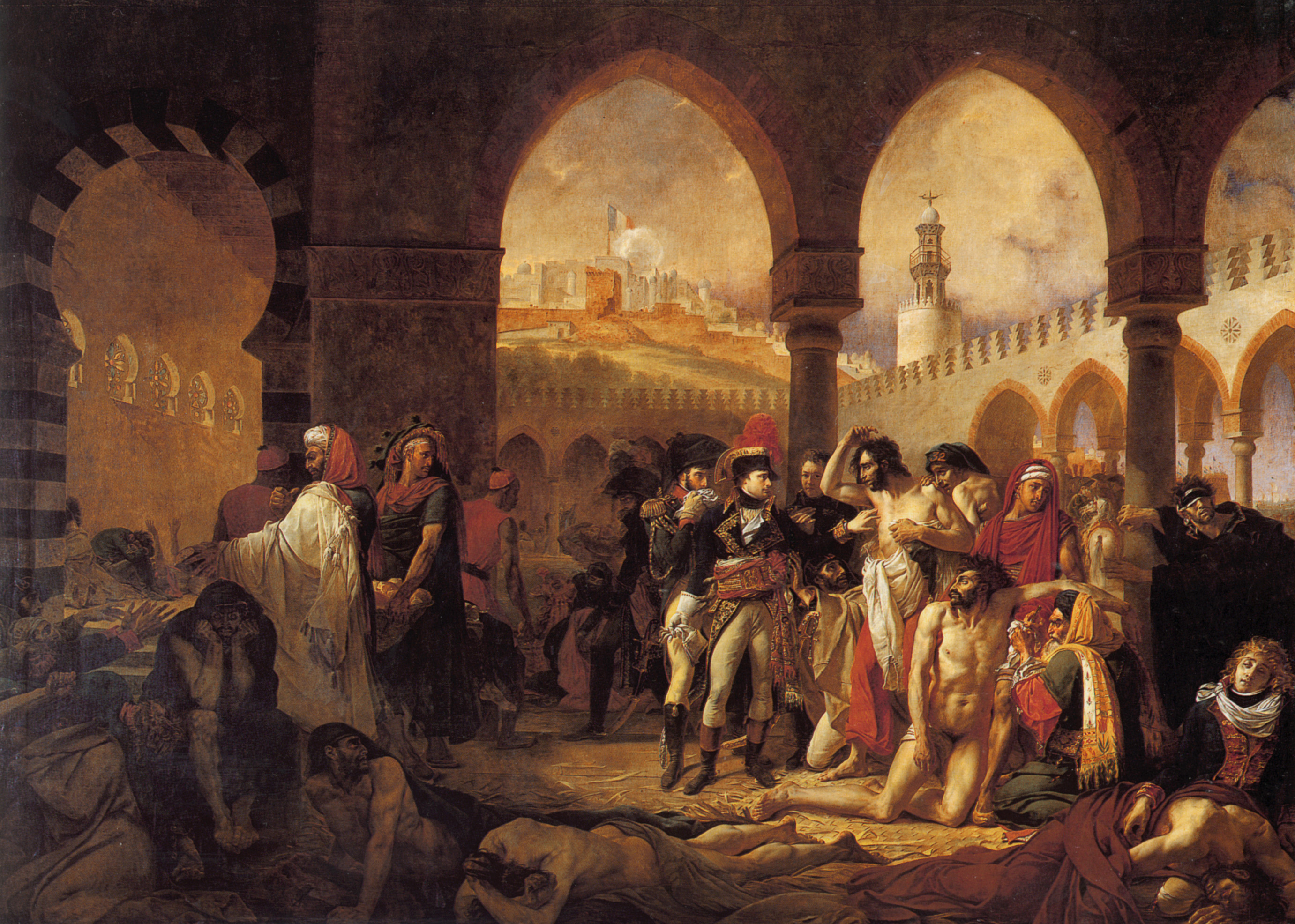
Antoine-Jean Gros, Bonaparte visitant les pestiférés de Jaffa.

Dès son arrivée en Égypte, Bonaparte fait afficher une déclaration au peuple égyptien qui le pose en « libérateur du pays opprimé par les mamelouks », tout en se réclamant d'une « amitié » avec le sultan ottoman. Cette position lui vaut de solides appuis en Égypte, et bien plus tard l’admiration de Méhémet Ali qui instaurera cette indépendance de l'Égypte que Bonaparte n’avait fait qu'esquisser.
La campagne d’Égypte profite largement aussi à l'image de Bonaparte en France :
- le Courrier de l'Égypte s’adresse au corps expéditionnaire et doit soutenir le moral des troupes. Le peintre Antoine-Jean Gros dans le tableau des Pestiférés de Jaffa représente Napoléon en guérisseur, comme les rois de l’Ancien Régime qui touchaient les écrouelles après la cérémonie du sacre. Cette peinture montre Napoléon touchant un homme atteint de la peste. En réalité, il aurait déplacé un cadavre dont le linge était souillé de pus[28]. Laissons parler Desgenettes, le médecin en chef de l'armée : « Après s'être occupé pendant plus d'une heure et demie de tous les détails d'administration, il aide à soulever et à porter le cadavre d'un soldat dont les habits étaient souillés par l'ouverture spontanée d'un énorme bubon abcédé, méprisant ainsi les risques de contagion. » Gros a embelli l'épisode sur cette toile peinte en 1804, année du couronnement de Napoléon Ier ;
- la défaite des mamelouks aux pyramides (bataille d’Embabeh) donne lieu à des récits et des dessins par dizaines. On attribue à Bonaparte la célèbre phrase : « Du haut de ces pyramides, quarante siècles vous contemplent[29] »;
- la défaite navale d’Aboukir est en revanche passée sous silence ainsi que l’échec de sa campagne de Syrie. il semble que le tiers des 30 000 soldats engagés en Égypte aient péri, la moitié victimes de la maladie et le reste dans les combats[3].

En rentrant d'Égypte, Bonaparte s'arrête à Saint-Raphaël, où il fait construire une pyramide pour commémorer l'évènement. Il est auréolé d'un prestige fondé sur cette propagande qui lui ouvre les portes du pouvoir, et dont il profite en devenant Premier consul lors du coup d'État du 18 brumaire (novembre 1799).

## Chronologie et batailles
- 1798
  - 30 floréal an VI (19 mai 1798) : départ de Toulon
  - 23 prairial an VI (11 juin 1798) : prise de Malte
  - 13 messidor an VI (1er juillet 1798) : débarquement à Alexandrie
  - 3 thermidor an VI (21 juillet 1798) : bataille des Pyramides
  - 14-15 thermidor an VI (2 août 1798) : bataille navale d'Aboukir, victoire de Nelson sur l'escadre française dans la baie d'Aboukir
  - 16 vendémiaire an VI (7 octobre 1797) : bataille de Sédiman
  - 30 vendémiaire an VI (21 octobre 1797) : révolte du Caire
- 1799
  - 1er prairial an VII (20 mai 1799) : siège de Saint-Jean-d'Acre, après huit assauts les troupes françaises se retirent
  - 22 germinal an VII (11 avril 1799) : bataille de Cana
  - 27 germinal an VII (16 avril 1799) : Bonaparte porte secours aux troupes de Kléber sur le point de succomber au pied du mont Thabor
  - 14 thermidor an VII (1er août 1799) : bataille terrestre d'Aboukir
  - 6 fructidor an VII (23 août 1799) : Bonaparte s’embarque sur la frégate Muiron et abandonne le commandement à Kléber
- 1800
  - 4 pluviôse an VIII (24 janvier 1800) : Kléber conclut avec l'amiral britannique Smith la convention d'El-Arich
  - pluviôse - ventôse an VIII (février 1800) : les troupes françaises commencent à se replier, mais l'amiral britannique Keith refuse les termes de la convention
  - 29 ventôse an VIII (20 mars 1800) : bataille d'Héliopolis, Kléber remporte une ultime victoire contre 30 000 Turcs
  - 25 prairial an VIII (14 juin 1800) : Soleyman assassine Kléber dans son jardin du Caire. Le général Menou prend le commandement à sa place
  - 16 fructidor an VIII (3 septembre 1800) : les Britanniques reprennent Malte aux Français
- 1801
  - 17 ventôse an IX (8 mars 1801) : débarquement britannique près d'Aboukir
  - 30 ventôse an IX (21 mars 1801) : défaite française à la bataille de Canope, l'armée commandée par Menou se retranche à Alexandrie
  - 10 germinal an IX (31 mars 1801) : une armée turque arrive sur El-Arich
  - 8 messidor an IX (27 juin 1801) : le général Belliard capitule au Caire
  - 13 fructidor an IX (31 août 1801) : le général en chef Menou capitule à Alexandrie
  - fructidor - vendémiaire an X (septembre 1801) : les Britanniques ramènent en France les débris de l’armée d’Orient.

## Iconographie

### Peintures
- Anonyme, Épisode de l'expédition d'Égypte, huile sur toile. Coll. musée de Grenoble (MG 844). Il s'agit d'une scène du divan du Caire.

## Exposition
Du 14 octobre 2008 au 29 mars 2009, l'exposition « Bonaparte et l'Égypte » est organisée à l'Institut du monde arabe (Paris).

### Témoignages, correspondances
- Avec Bonaparte en Orient : témoignages, 1798-1799, Paris, Éd. B. Giovanangeli, 2012, 224 p., in-8° (ISBN 978-2-7587-0082-1). — Éd. par Michel Legat.
- François Bernoyer, Avec Bonaparte en Égypte et en Syrie, 1798-1800 : dix-neuf lettres inédites…, Abbeville, Éd. F. Paillart, 1976, 188 p., in-8° (ISBN 2-86677-002-1). — Éd. par Christian Tortel. Rééd. en 1981 : Le Poët-Laval, Éd. Curandera, coll. « Le Temps traversé »  (ISBN 2-86677-002-1).
- François Bernoyer, Bonaparte de Toulon au Caire : d’après 19 lettres de François Bernoyer… chef d’atelier d’habillement de l’Armée d’Orient, Montélimar, Éd. Armine-Édiculture, coll. « Les Grands itinéraires de l’histoire », 1996, 192 p., in-8° (ISBN 2-910331-02-4). — Éd. et commenté par Christian Tortel et Patricia Carlier. Contient une bibliogr.
- Alexandre Berthier, Mémoires du maréchal Berthier…, major-général des armées françaises : Campagne d’Égypte, Paris, Éd. Baudouin frères, coll. « Mémoires des contemporains », 1827, 2 vol. in-8° (lire en ligne). — Rédigés par Isidore Langlois. Comprend aussi : Mémoires du comte Reynier… : Campagne d’Égypte (également rédigés par Isidore Langlois).
- Alexandre Berthier, Relation des campagnes du général Bonaparte en Égypte et en Syrie, Paris, Impr. de P. Didot l’aîné, an viii 1799-1800, 183 p., in-8° (lire en ligne). — Rééd. en l’an IX [1800-1801] (même éditeur) et en 2004 : Strasbourg, Éd. Hirlé  (ISBN 2-914729-25-1).
- Philippe De Meulenaere (préf. Jean Tulard et Jean Yoyotte), Bibliographie raisonnée des témoignages oculaires imprimés de l’Expédition d’Égypte : 1798-1801, Paris, Éd. F. et R. Chamonal, 1993, 310 p., grand in-8°. — Contient une bibliogr. et un index.
- Dominique Vivant Denon, Voyage dans la Basse et la Haute Égypte pendant les campagnes du général Bonaparte, Paris, Impr. de P. Didot l’aîné, an x 1801-1802, XII-322 p., in-4° (lire en ligne). — Nombreuses rééd., dont une en 1998, préf. et annotée par Hélène Guichard et Adrien Goetzune : Paris, Éd. Le Promeneur  (ISBN 2-07-075201-1).
- Dominique Vivant Denon et Abd al-Rahmân ibn Hasan al-Gabarti (trad. de l'arabe), Sur l’expédition de Bonaparte en Égypte, Arles, Éd. Actes Sud, coll. « Babel », 1998, 329 p., in-8° (ISBN 2-7427-1458-8). — Témoignages croisés et commentés par Mahmoud Hussein. Contient un glossaire. Rééd. en 2008 (même éditeur). Voir aussi, plus bas : Journal d’Abdurrahman Gabarti pendant l’occupation française en Égypte.
- Nicolas Philibert Desvernois, Avec Bonaparte en Italie et en Égypte, Moncrabeau, Éd. Laville, coll. « Les Batailles essentielles, mémoire des peuples », 2012, 187 p., in-8° (ISBN 979-10-90134-22-5).
- Deux mémoires inédits sur l’Expédition d’Égypte (préf. Gaston Wiet), Le Caire, Éd. de la Revue du Caire, 1941, 207 p., in-8°. — Réunit les journaux du lieutenant Laval et du garde-magasin Grandjean. Rééd. en 2000 sous le titre Journaux sur l’Expédition d’Égypte : Paris, Éd. F. Teissèdre, « Collection du Bicentenaire de l’épopée impériale »  (ISBN 2-912259-35-5).
- Jean-Pierre Doguereau, Journal de l’Expédition d’Égypte, Paris, Éditions Perrin, 1904, 430 p., in-8°. — Introd. et notes par Clément de La Jonquière. Rééd. en 1997 : Paris, Éd. La Vouivre, coll. « Du Directoire à l’Empire »  (ISBN 2-9506621-3-7).
- L’État-major de Kléber en Égypte, 1798-1800 : d’après leurs carnets, journaux, rapports et notes, Paris, Éd. La Vouivre, coll. « Du Directoire à l’Empire », 1997, VI-134 p., in-8° (ISBN 2-9506621-7-X). — Éd. par Stéphane Le Couëdic.
- Abd al-Rahmân ibn Hasan al-Gabarti (trad. Alexandre Cardin), Journal d’Abdurrahman Gabarti pendant l’occupation française en Égypte, Paris, Éd. Dondey-Dupré, 1838, V-256-69, in-8° (lire en ligne). — Suivi d’un Précis de la même campagne, par Mou’allem Nicolas El-Turki. Autre éd. du premier texte en 1979, trad. et annoté par Joseph Cuoq : Paris, Éditions Albin Michel  (ISBN 2-226-00842-X) ; contient une bibliogr. et un index. Voir aussi, plus haut : Sur l’expédition de Bonaparte en Égypte, par Dominique Vivant Denon et Abd al-Rahmân ibn Hasan al-Gabarti.
- Antoine Galland, Tableau de l’Égypte pendant le séjour de l’armée française…, Paris, Éd. Galland, 1804, 2 vol. in-8° (lire en ligne).
- Étienne Geoffroy Saint-Hilaire, L’Expédition d’Égypte : 1798-1802, Clermont-Ferrand, Éd. Paleo, coll. « Classiques de l’histoire des sciences », 2000, 184 p., in-8° (ISBN 2-913944-21-3).
- Étienne Geoffroy Saint-Hilaire, Lettres écrites d’Égypte à Cuvier, Jussieu, Lacépède, Monge, Desgenettes, Redouté jeune, Norry…, Paris, Éd. Hachette, 1901, XXVIII-290 p., in-16° (lire en ligne). — Éd. et annotées par Ernest-Théodore Hamy.
- Étienne Geoffroy Saint-Hilaire, Rapport fait à l’Académie royale des sciences, d’après ses ordres…, sur l’histoire scientifique et militaire de l’expédition française en Égypte, Paris, Impr. de H. Dupuy, 1836, 15 p., in-8°.
- Pierre Étienne Herbin de Halle, Conquêtes des Français en Égypte…, Paris, Éd. C. Pougens, an vii 1798-1799, VII-364 p., in-8° (lire en ligne). — Attribué à Herbin de Halle par Barbier.
- Jean-Baptiste Prosper Jollois, Journal d’un ingénieur attaché à l’Expédition d’Égypte : 1798-1802, Paris, Éd. E. Leroux, coll. « Bibliothèque égyptologique », 1904, 254 p., in-8°. — Éd. par Pierre Lefèvre-Pontalis. Contient aussi des extraits des journaux de Fourier, Jomard, Delille, Saint-Genis, Descostils, Balzac et Coraboeuf.
- Journal d’un dragon d’Égypte (14e dragons), Paris, Éd. E. Dubois, 1899, 175 p., in-8° (lire en ligne).
- Jean-Baptiste Kléber, Kléber en Égypte : documents inédits, Paris, Éd. E. Dubois, 1899, 48 p., in-8° (lire en ligne). — Publ. par Rodolphe Vagnair et J. Venture. Réunion de lettres écrites par Kléber ou reçues par lui lors de la campagne d’Égypte. Extrait de La Curiosité historique et militaire.
- Jean-Baptiste Kléber, Kléber en Égypte : 1798-1800, Le Caire, Éd. IFAO, coll. « Collection des voyageurs occidentaux en Égypte », 1988, 576 p., 2 vol. dont 1 de plans et de cartes (ISBN 2-7247-0064-3). — Correspondance et papiers personnels de Kléber éd. et annotés par Henry Laurens. Rééd. en 1995 (même éditeur).
- Jean-Baptiste Kléber et François-Étienne Damas, Rapport fait au Gouvernement français des événemens [sic] qui se sont passés en Égypte…, Au Kaire sic, Impr. nationale, 1800, 65 p., in-8° (lire en ligne). — Les p. 62-65 contiennent : Capitulation accordée par le général en chef Kléber à Nassyf pacha, Othman-Effendy et Ibrahyn-Bey…
- Jean-Baptiste Kléber et Jacques de Menou de Boussay, Kléber et Menou en Égypte depuis le départ de Bonaparte : (août 1799-septembre 1801), Paris, Éd. A. Picard et fils, coll. « Publications de la Société d’histoire contemporaine », 1900, LIX-455 p., in-8° (lire en ligne). — Réunit des lettres de Kléber et de Menou.
- Alexandre Lacorre, Journal inédit d’un commis aux vivres pendant l’Expédition d’Égypte…, Bordeaux, Impr. de E. Crugy, 1852, VII-131 p., in-8° (lire en ligne). — Éd. par Charles-Alcée Campan.
- Joseph Laporte, Mon voyage en Égypte et en Syrie : carnets d’un jeune soldat de Bonaparte, Paris, Éd. Presses universitaires de France, coll. « Sources », 2007, 23-416 p., in-8° (ISBN 978-2-13-056459-1). — Fac-similé d’une relation autographe écrite entre 1798 et 1801.
- Dominique-Jean Larrey, Les Rapports originaux de Larrey à l’Armée d’Orient, Le Caire, Impr. de l'Institut français d'archéologie orientale, 1936, VIII-85 p., in-4°. — Éd. par Paul Pallary.
- Dominique-Jean Larrey, Relation historique et chirurgicale de l’expédition de l’Armée d’Orient en Égypte et en Syrie, Paris, Éd. Demonville et sœurs, an xi 1802-1803, 12-480 p., in-8° (lire en ligne). — Repris dans Mémoires et campagnes, du même aut. : Paris, Éditions Tallandier, 2004  (ISBN 2-84734-124-2).
- Louis de Laus de Boissy, Bonaparte au Caire, ou Mémoires sur l’expédition de ce général en Égypte…, Paris, Éd. Prault, an vii 1798-1799, IV-240 p., in-8° (lire en ligne).
- Étienne Louis Malus, L’Agenda de Malus : souvenirs de l’Expédition d’Égypte, 1798-1801, Paris, Éditions Honoré Champion, 1892, 224 p., in-16 (lire en ligne). — Éd. par le général Charles Thoumas.
- Pierre Millet, Souvenirs de la Campagne d’Égypte : (1798-1801), Paris, Éd. Émile-Paul, 1903, 286 p., in-18. — Éd. et annotés par Stanislas Millet. Contient des lettres du lieutenant-colonel Quoniam et du général Jean-Constantin-Edmond Renouard.
- Jacques-François Miot, Mémoires pour servir à l’histoire des expéditions en Égypte et en Syrie pendant les années VI, VII et VIII de la République française, Paris, Éd. Demonville, an xii 1803-1804, 344 p., in-8° (lire en ligne).
- Joseph-Marie Moiret, Mémoires sur l’Expédition d’Égypte, Paris, Éd. P. Belfond, coll. « L’Épopée napoléonienne », 1984, 190 p., in-8° (ISBN 2-7144-1683-7, lire en ligne). Seuls des extraits de ce texte sont consultables en ligne.
- Charles Antoine Morand, Lettres sur l’Expédition d’Égypte : de l’Italie à la prise du Caire, Paris, Éd. La Vouivre, coll. « Du Directoire à l’Empire », 1998, VI-128 p., in-8° (ISBN 2-912431-03-4). — Éd. par Jean-Louis Morand. Contient aussi, du même aut. : Carnet de route de chef de brigade : de Rome à Assouan, 1798-1799.
- Charles Antoine Morand, Un gouverneur militaire en Haute-Égypte : Morand à Girgeh en 1799, Paris, Éd. La Vouivre, coll. « Du Directoire à l’Empire », 2005, XII-200 p., in-8° (ISBN 2-912431-23-9). — Éd. par Jean-Louis Morand d’après les archives personnelles de l’aut.
- Napoléon Ier, Campagne d’Égypte et de Syrie : mémoires pour servir à l’histoire de Napoléon, dictés par lui-même à Sainte-Hélène, Paris, Éd. Comon et Cie, 1847, 2 vol. in-8° et 1 atlas in-f° (lire en ligne). — Éd. par le général Bertrand. Rééd. en 1998, avec présent. de Henry Laurens : Paris, Impr. nationale, coll. « Acteurs de l’histoire »  (ISBN 2-7433-0269-0) ; autre rééd. en 2011, avec présent. de Thierry Lentz (elle constitue le tome 2 des Mémoires de Napoléon) : Paris, Éditions Tallandier  (ISBN 978-2-84734-697-8).
- Napoléon Ier (préf. Henry Laurens), La Campagne d’Égypte et l’avènement : 1798-1799, Paris, Éd. Fayard, 2005, 1270 p., in-8° (ISBN 2-213-62139-X). — Correspondance de Bonaparte éd. sous la direction de Thierry Lentz.
- Jean Gabriel de Niello Sargy, Mémoires sur l’Expédition d’Égypte, Paris, Éd. Vernarel et Tenon, 1825, XVI-433 p., in-8° (lire sur Wikisource) — Constitue le premier tome des Mémoires secrets et inédits pour servir à l'histoire contemporaine, publiés par Alphonse de Beauchamp.
- Louis Pantaléon Jude Amédée de Noé, Mémoires relatifs à l’expédition anglaise partie du Bengale, en 1800, pour aller combattre en Égypte l’Armée d’Orient, Paris, Impr. royale, 1826, III-288 p., in-8° (lire en ligne).
- Charles Norry, Relation de l’Expédition d’Égypte…, Paris, Éd. C. Pougens, an vii de la république 1798-1799, VIII-64 p., in-8° (lire en ligne). — L’aut. était l’un des architectes attachés à l’Expédition.
- André Peyrusse, Expéditions de Malte, d’Égypte et de Syrie : correspondance, 1798-1801, Maurepas, Éd. La Vouivre, coll. « Du Directoire à l’Empire », 2010, XXVIII-171 p., in-8° (ISBN 978-2-912431-26-4). — Éd. par Roger Quentin. Contient une bibliogr. et un index.
- Dominique di Pietro, Voyage historique en Égypte pendant les campagnes des généraux Bonaparte, Kléber et Menou, Paris, L’Huillier, 1818, 340 p., in-8° (lire en ligne).
- Jean-Louis-Ébénézer Reynier, Mémoires du comte Reynier, général de division : Campagne d’Égypte, Paris, Éd. Baudouin frères, coll. « Mémoires des contemporains », 1827, 2 vol. in-8° (lire en ligne). — Rédigés par Isidore Langlois. Publiés à la suite de : Mémoires du maréchal Berthier… : Campagne d’Égypte (également rédigés par Isidore Langlois).
- Charles Richardot, Nouveaux mémoires sur l’armée française en Égypte et en Syrie, ou la Vérité mise au jour sur les principaux faits et événements de cette armée…, Paris, Éd. J. Corréard, 1848, 480 p., in-8° (lire en ligne).
- Roustam (préf. Frédéric Masson), Souvenirs de Roustam, mamelouck de Napoléon Ier, Paris, Éd. P. Ollendorff, 1911, XXXVII-302 p., in-18 (lire en ligne). — Introd. et annot. par Paul Cottin. Contient de nombreux détails sur l’Expédition d’Égypte.
- François-Étienne Sanglé-Ferrière, Souvenirs de l’Expédition d’Égypte, Paris, Éd. Émile-Paul, 1913, 56 p., in-8° (lire en ligne). — Éd. par Léon Mirot. Extrait de la Revue des études historiques, juillet-août 1912.
- Souvenirs et cahiers sur la Campagne d’Égypte, Paris, Éd. F. Teissèdre, coll. « Bicentenaire de l’épopée impériale », 1997, 138 p., in-8° (ISBN 2-912259-03-7). — Extraits du Carnet de La Sabretache réunissant : Un soldat d’Italie et d’Égypte, par le sergent Antoine-Mathias Bonnefons ; Campagnes d’Égypte et de Syrie, par le caporal Pierre-Louis Cailleaux ; Souvenirs d’un marin de la Légion nautique, par Barallier.
- Louis-Georges-Ignace Thurman (préf. Maurice Fleury), Bonaparte en Égypte : souvenirs, Paris, Éd. Émile-Paul, 1902, VIII-303 p., in-18 (lire en ligne). — Souvenirs recueillis par le fils de l’aut., Jules Thurman.
- Louis-Georges-Ignace Thurman, Chroniques égyptiennes, Cahors, Éd. La Louve, 2013, 189 p., in-8° (ISBN 978-2-916488-64-6). — Éd. et annotées. par Michel Legat, d’après la correspondance de l’aut. qui était officier du génie.
- Vertray, L’Armée française en Égypte, 1798-1801 : journal d’un officier de l’Armée d’Égypte, Paris, Éd. G. Charpentier, 1883, 244 p., in-8° (lire en ligne). — Éd. par Henri Galli.
- Édouard de Villiers du Terrage, Journal et souvenirs sur l’Expédition d’Égypte : 1798-1801, Paris, Éd. Plon-Nourrit, 1899, XXIII-378 p., in-16 (lire en ligne). — Éd. par Marc de Villiers du Terrage. Rééd. en 2003, sous le titre L’Expédition d’Égypte : journal d’un jeune savant engagé dans l’état-major de Bonaparte, avec une présent. et un dossier d’Alain Pigeard : Paris, Éd. Cosmopole  (ISBN 2-84630-009-7) ; contient une bibliogr.
- Thomas Walsh (trad. capitaine Alfred Thierry, préf. Joseph Agoub), Journal de l’expédition anglaise en Égypte dans l’année mil huit cent, Paris, Éd. J.-A.-S. Collin de Plancy, 1823, XLVIII-363 p., in-8° (lire en ligne). — Le nom du traducteur est donné d’après Quérard.

### Études, documentation
- Jacques-Olivier Boudon, La campagne d'Égypte, Belin, 2018, 318 p.
- Charles Mullié, Biographie des célébrités militaires des armées de terre et de mer de 1789 à 1850, 1852 [détail de l’édition].
- Henry Laurens :
  - Les Origines intellectuelles de l'expédition d'Égypte : L’Orientalisme Islamisant en France (1698-1798) , Isis, 1987.
  - Kléber en Égypte : Kléber et Bonaparte, 1988.
  - L'Expédition d'Égypte, 1996.
- Laurent Jullien, Campagne d'Égypte de Bonaparte - L'affaire Alqam, ou l’assassinat de Thomas Prosper Jullien, aide de camp de Bonaparte en Égypte, Éditions Universitaires Européennes, 2016.
- Alain Queruel, Les Franc-maçons de l'Expédition d'Égypte, Éditions du Cosmogone, 2012, 276 p. (ISBN 978-2810300808)
- Exposition, Bonaparte en Égypte, Paris, musée de l'Orangerie, 1938, catalogue rédigé par Madame Maxime Kahn avec le concours de Maurice Sérullaz, 255 p., 961 numéros.
- Yves Laissus, L'Égypte, une aventure savante 1798-1801, Fayard, 1998.
- Robert Solé, Les Savants de Bonaparte, Seuil/Points, 1998.
- Robert Solé, Bonaparte à la conquête de l’Égypte, Seuil, 2006.
- Collectif, Il y a 200 ans, les savants en Égypte, éd. MNHN-Nathan, 1998.

### Littérature
- Frédéric Lenormand, L'odyssée d'Abounaparti (Roman), Paris, Robert-Laffont, 1994, 348 p. (ISBN 978-2-266-07185-7), prix de la Fondation Lagardère.